# Lézignan (Hautes-Pyrénées)
Pour les articles homonymes, voir Lézignan.
Lézignan est une commune française située dans l'ouest du département des Hautes-Pyrénées, en région Occitanie. Sur le plan historique et culturel, la commune est dans l’ancien comté de Bigorre, comté historique des Pyrénées françaises et de Gascogne.
Exposée à un climat océanique altéré, elle est drainée par le ruisseau des Graves et par un autre cours d'eau. La commune possède un patrimoine naturel remarquable composé de deux zones naturelles d'intérêt écologique, faunistique et floristique.
Lézignan est une commune rurale qui compte 358 habitants en 2022. Elle est dans l'agglomération de Lourdes et fait partie de l'aire d'attraction de Lourdes. Ses habitants sont appelés les Lézignanais ou  Lézignanaises.

## Géographie

### Localisation
La commune de Lézignan se trouve dans le département des Hautes-Pyrénées, en région Occitanie.
Elle se situe à 16 km à vol d'oiseau de Tarbes, préfecture du département, à 13 km d'Argelès-Gazost, sous-préfecture, et à 4 km de Lourdes, bureau centralisateur du canton de Lourdes-2 dont dépend la commune depuis 2015 pour les élections départementales.
La commune fait en outre partie du bassin de vie de Lourdes.
Les communes les plus proches sont : 
Bourréac (0,7 km), Arcizac-ez-Angles (1,5 km), Les Angles (2,0 km), Jarret (2,1 km), Gez-ez-Angles (2,5 km), Julos (2,7 km), Artigues (2,8 km), Paréac (3,0 km).
Sur le plan historique et culturel, Lézignan fait partie de l’ancien comté de Bigorre, comté historique des Pyrénées françaises et de Gascogne créé au IXe siècle puis rattaché au domaine royal en 1302, inclus ensuite au comté de Foix en 1425 puis une nouvelle fois rattaché au royaume de France en 1607. La commune est dans le pays de Tarbes et de la Haute Bigorre.
|                   | Julos      | Bourréac          |
| Lourdes           | Lézignan   | Arcizac-ez-Angles |
| Jarret (sur 50 m) | Les Angles |                   |

### Topographie

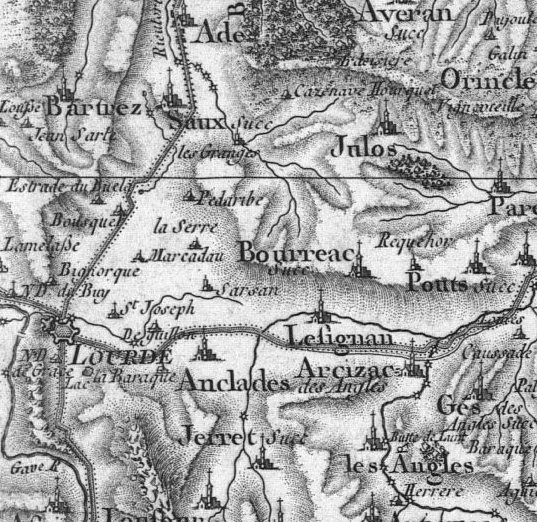
Lézignan dans la carte de Cassini (1770-1815).

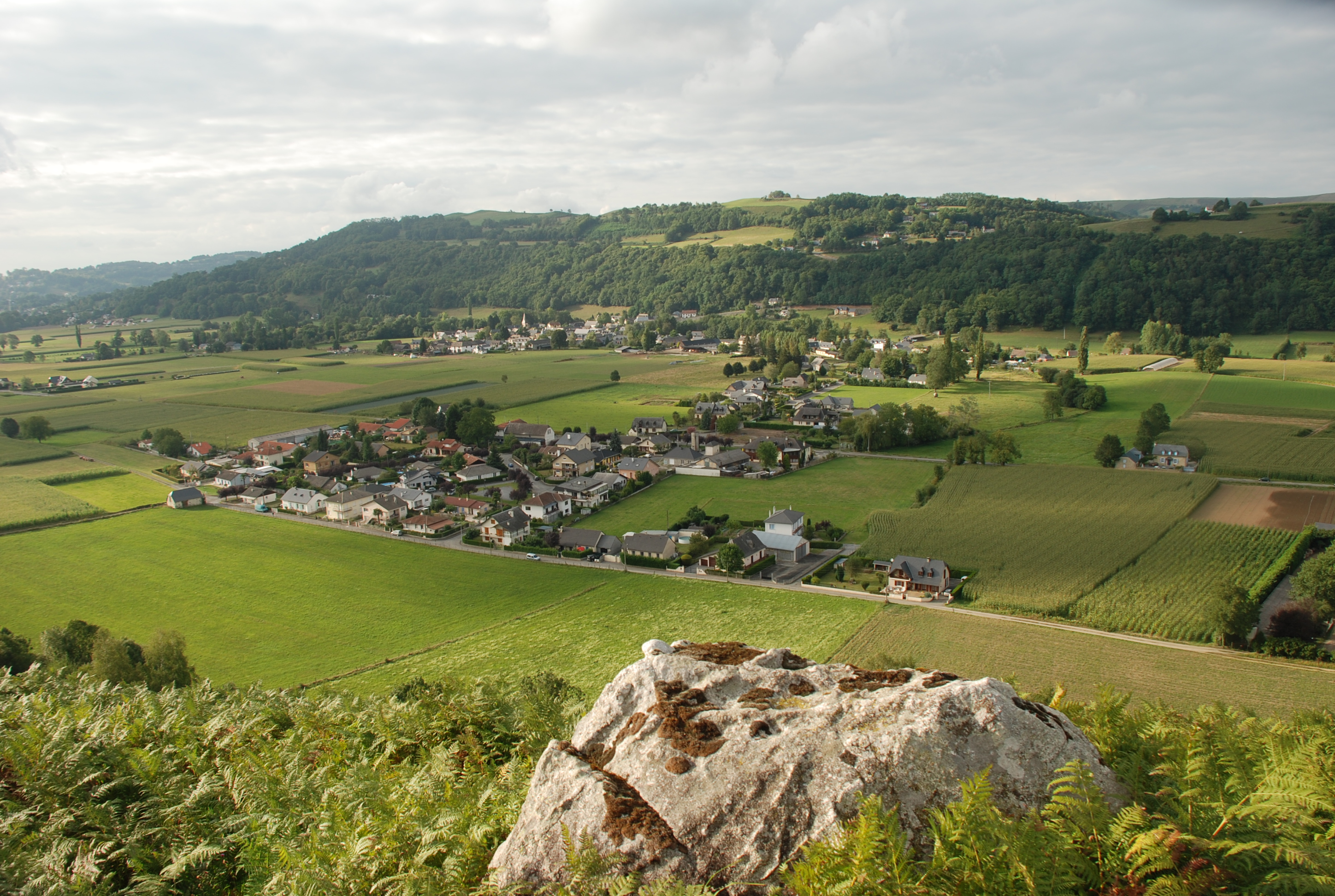
Plaine de Lézignan vue du haut de la colline du Castet. Quartier de la plaine au premier plan. Bourg ancien au fond.

Le territoire communal est constitué de zones très contrastées. Il se situe pour le principal au centre d'une plaine communément appelée plaine de Lézignan, traversée par la route départementale 937 allant de Lourdes à Bagnères-de-Bigorre. Au nord, il s'étend sur les coteaux boisés d'une ligne collinaire au centre de laquelle se situe le village voisin de Bourréac. Ces coteaux se prolongent sur une zone cultivée, en plateau, dans le quartier dit de Sendac et, au-delà, via le Courès, sur une ancienne zone de landes aujourd'hui cultivée limitrophe de la lande ou serre de Sarsan située sur la commune de Lourdes et dominant celle-ci. La zone de plaine est dominée au sud par le massif montagneux du pic du Jer, haut de 950 m, qui est l'élément géographique le plus caractéristique et le plus visible. La plaine est traversée par deux ruisseaux, le Rieutort, à l'ouest, qui descend de Jarret pour se diriger vers Sarsan, sur Lourdes, et rejoindre le gave de Pau, formant la limite entre les communes de Lézignan et Lourdes, et celui des Graves ou de la Palu qui se prolonge par le Magnas, à l'est, pour rejoindre l'Échez dans le village d'Arcizac-ez-Angles. De fait, le village se situe à la limite de deux bassins versants, celui du gave de Pau et celui de l'Adour, avec, entre les deux, une zone humide, la Palu, reliquat issu du comblement d'un ancien lac glaciaire. On remarquera que dans l'extrait de la carte de Cassini ci-jointe, le Rieutort est figuré avec une direction vers l'est et non en direction de Sarsan.

### Géologie

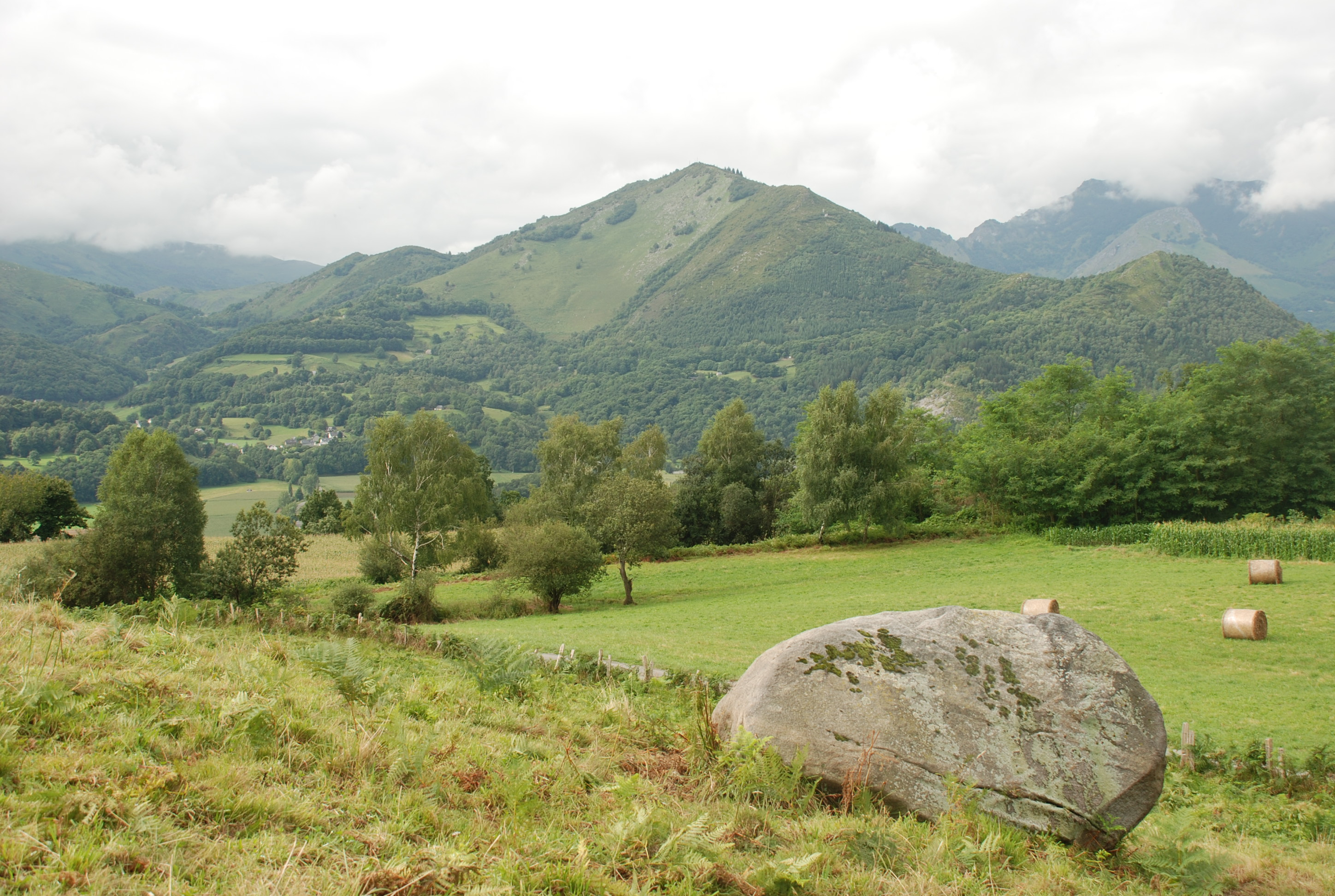
Rocher morainique sur les landes du Courès, face au pic du Jer.

La plaine de Lézignan est alluvionnaire et est constituée, pour l'essentiel, de sols d'excellente valeur agronomique supportant un damier de cultures parmi lesquelles le maïs domine. Elle résulte du comblement d'un lac post-glaciaire constitué après le retrait de l'ancien glacier qui, il y a 30000 ans, recouvrait Lourdes et divergeait en plusieurs langues qui ont laissé le lac de Lourdes, ainsi que des tourbières et zones humides sur Poueyferré, sur Lourdes (Le Monge) et sur Lézignan (La Palu). Les dépôts rocheux morainiques sont notamment visibles le long de l'ancienne voie communale, aujourd'hui sentier pédestre, reliant Lézignan à Bourréac, sur les landes du Courès, au-dessus du quartier de Sendac, en partant de Bourréac ainsi que sur les collines bordant le massif montagneux au sud telles que le Castet.

### Hydrographie

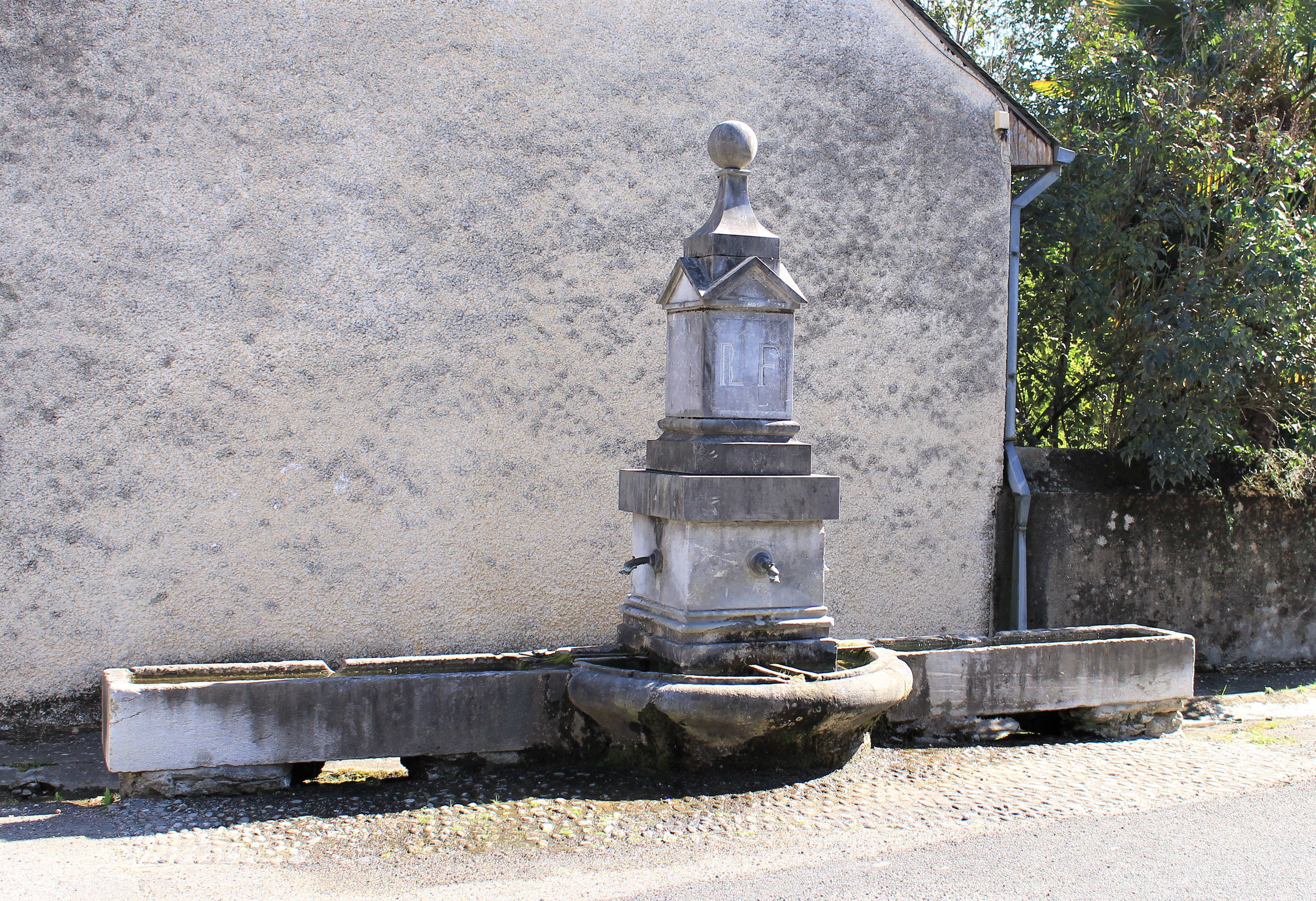
La fontaine.

La commune est dans le bassin de l'Adour, au sein du bassin hydrographique Adour-Garonne. Elle est drainée par le ruisseau des Graves, le ruisseau des Graves, constituant un réseau hydrographique de 2 km de longueur totale,.

### Climat
Le climat qui caractérise la commune est qualifié, en 2010, de « climat océanique altéré », selon la typologie des climats de la France qui compte alors huit grands types de climats en métropole. En 2020, la commune ressort du même type de climat dans la classification établie par Météo-France, qui ne compte désormais, en première approche, que cinq grands types de climats en métropole. Il s’agit d’une zone de transition entre le climat océanique et les climats de montagne et le climat semi-continental. Les écarts de température entre hiver et été augmentent avec l'éloignement de la mer. La pluviométrie est plus faible qu'en bord de mer, sauf aux abords des reliefs.
Les paramètres climatiques qui ont permis d’établir la typologie de 2010 comportent six variables pour les températures et huit pour les précipitations, dont les valeurs correspondent à la normale 1971-2000. Les sept principales variables caractérisant la commune sont présentées dans l'encadré ci-après.
| Paramètres climatiques communaux sur la période 1971-2000 - Moyenne annuelle de température : 12 °C - Nombre de jours avec une température inférieure à −5 °C : 3 j - Nombre de jours avec une température supérieure à 30 °C : 5,2 j - Amplitude thermique annuelle : 13,9 °C - Cumuls annuels de précipitation : 1 171 mm - Nombre de jours de précipitation en janvier : 10,9 j - Nombre de jours de précipitation en juillet : 8,6 j |

Avec le changement climatique, ces variables ont évolué. Une étude réalisée en 2014 par la Direction générale de l'Énergie et du Climat complétée par des études régionales prévoit en effet que la  température moyenne devrait croître et la pluviométrie moyenne baisser, avec toutefois de fortes variations régionales. Ces changements peuvent être constatés sur la station météorologique de Météo-France la plus proche, « Lourdes », sur la commune de Lourdes, mise en service en 1881 et qui se trouve à 4 km à vol d'oiseau,, où la température moyenne annuelle est de 13,3 °C et la hauteur de précipitations de 1 426,7 mm pour la période 1981-2010.
Sur la station météorologique historique la plus proche, « Tarbes-Lourdes-Pyrénées », sur la commune d'Ossun, mise en service en 1946 et à 10 km, la température moyenne annuelle évolue de 12,2 °C pour la période 1971-2000, à 12,6 °C pour 1981-2010, puis à 12,9 °C pour 1991-2020.

### Milieux naturels et biodiversité
L’inventaire des zones naturelles d'intérêt écologique, faunistique et floristique (ZNIEFF) a pour objectif de réaliser une couverture des zones les plus intéressantes sur le plan écologique, essentiellement dans la perspective d’améliorer la connaissance du patrimoine naturel national et de fournir aux différents décideurs un outil d’aide à la prise en compte de l’environnement dans l’aménagement du territoire.
Une ZNIEFF de type 1 est recensée sur la commune :
le « réseau hydrographique des Angles et du Bénaquès » (260 ha), couvrant 35 communes du département et une ZNIEFF de type 2, : 
les « coteaux et vallons des Angles et du Bénaquès » (12 879 ha), couvrant 45 communes du département.

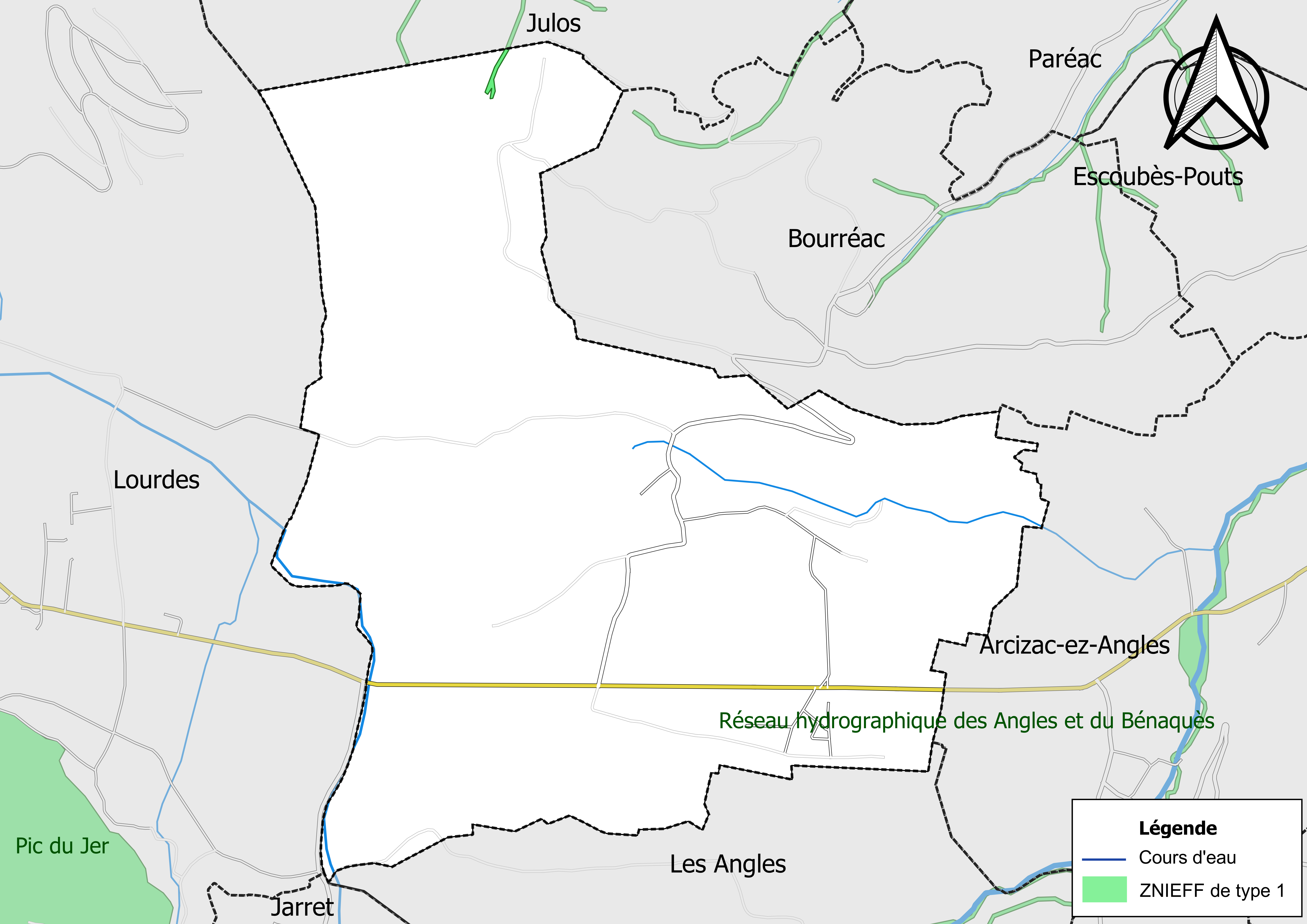
Carte de la ZNIEFF de type 1 sur la commune.
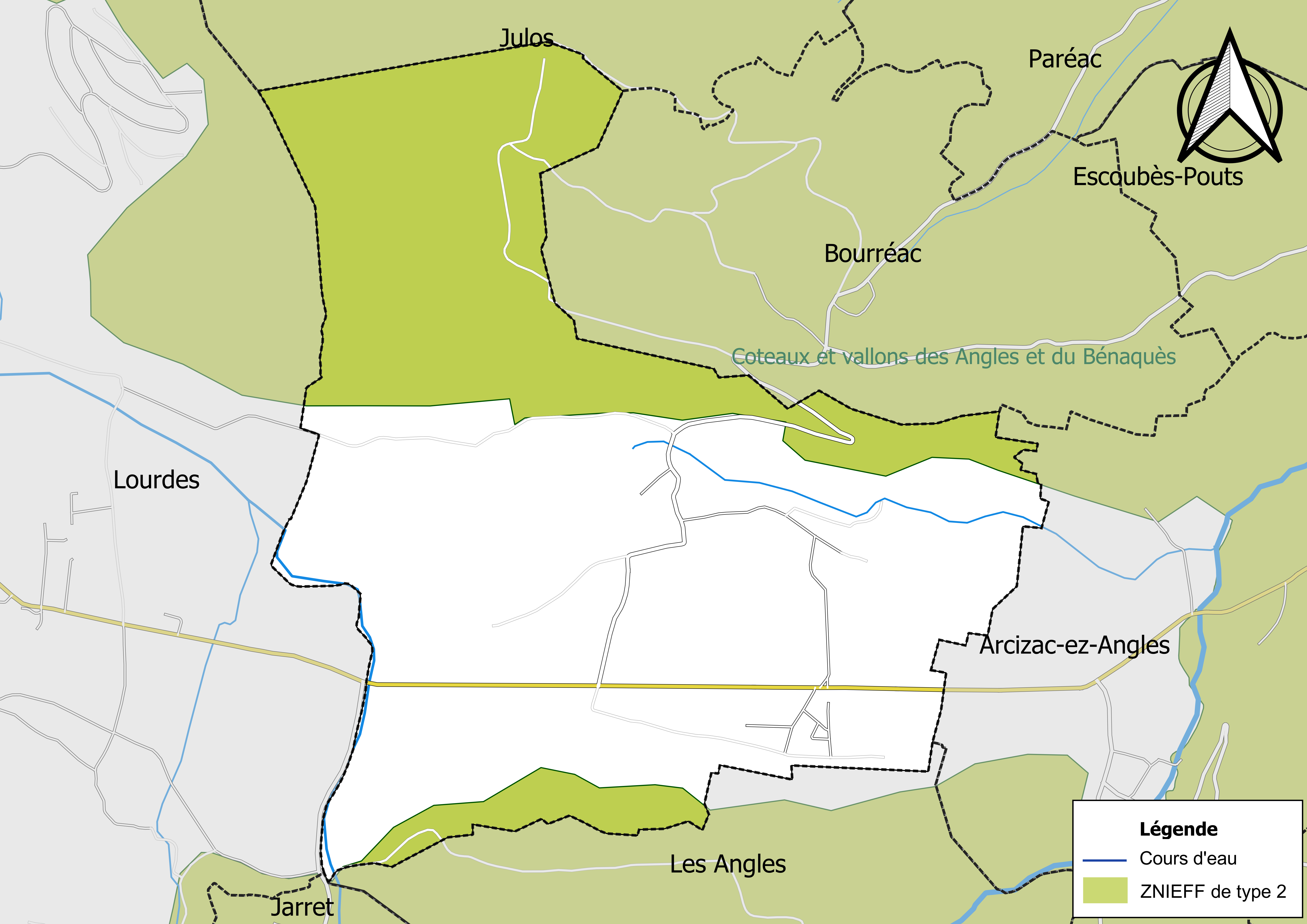
Carte de la ZNIEFF de type 2 sur la commune.

## Urbanisme

### Typologie
Au 1er janvier 2024, Lézignan est catégorisée commune rurale à habitat dispersé, selon la nouvelle grille communale de densité à sept niveaux définie par l'Insee en 2022.
Elle appartient à l'unité urbaine de Lourdes, une agglomération intra-départementale regroupant treize  communes, dont elle est une commune de la banlieue,,. Par ailleurs la commune fait partie de l'aire d'attraction de Lourdes, dont elle est une commune de la couronne,. Cette aire, qui regroupe 45 communes, est catégorisée dans les aires de moins de 50 000 habitants,.

### Occupation des sols
L'occupation des sols de la commune, telle qu'elle ressort de la base de données européenne d’occupation biophysique des sols Corine Land Cover (CLC), est marquée par l'importance des territoires agricoles (75,3 % en 2018), en diminution par rapport à 1990 (85,9 %). La répartition détaillée en 2018 est la suivante : 
terres arables (32,7 %), prairies (28,3 %), zones agricoles hétérogènes (14,3 %), forêts (13,2 %), zones urbanisées (10,6 %), milieux à végétation arbustive et/ou herbacée (0,9 %).
L'IGN met par ailleurs à disposition un outil en ligne permettant de comparer l’évolution dans le temps de l’occupation des sols de la commune (ou de territoires à des échelles différentes). Plusieurs époques sont accessibles sous forme de cartes ou photos aériennes : la carte de Cassini (XVIIIe siècle), la carte d'état-major (1820-1866) et la période actuelle (1950 à aujourd'hui).

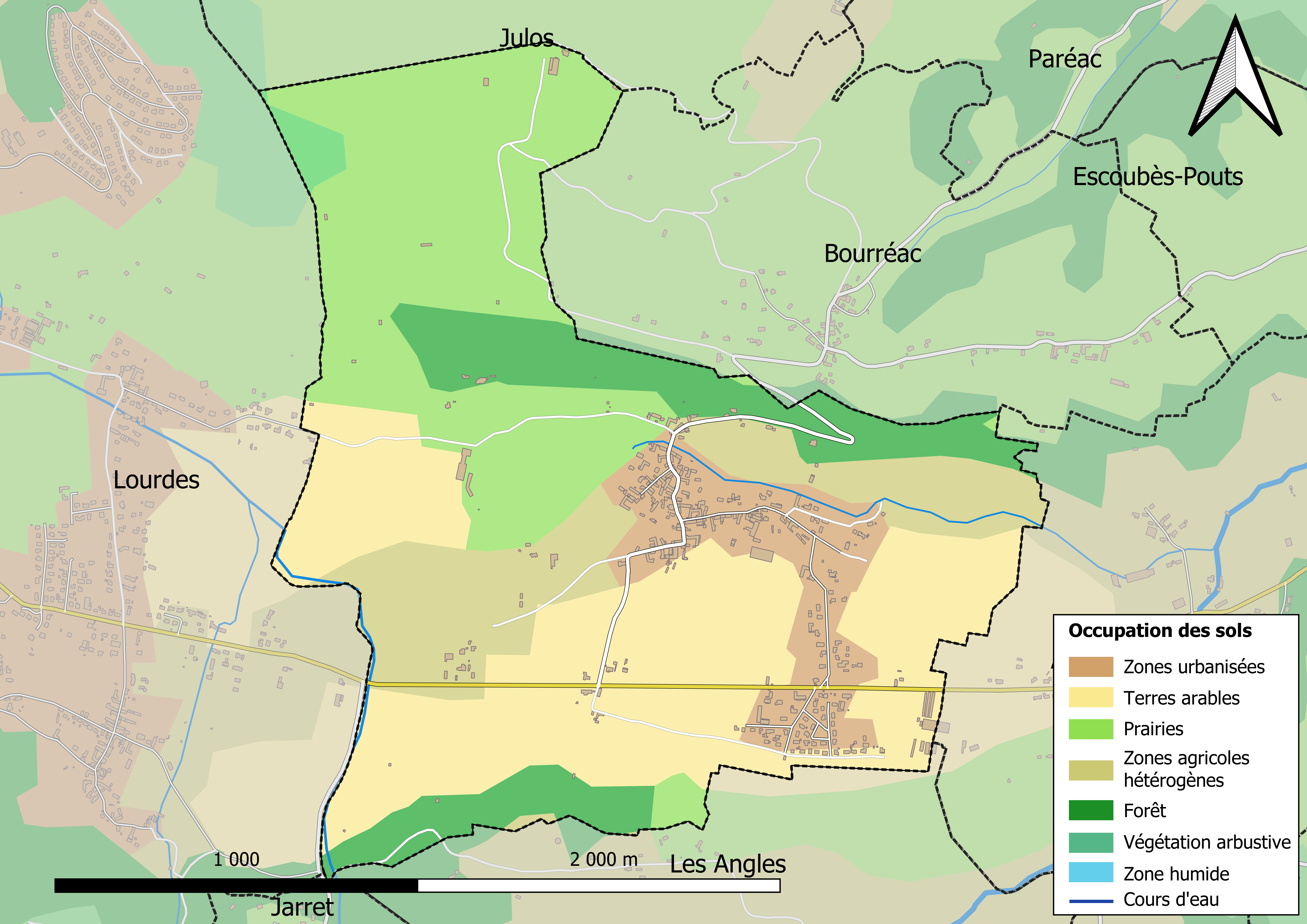
Carte des infrastructures et de l'occupation des sols en 2018 (CLC) de la commune.
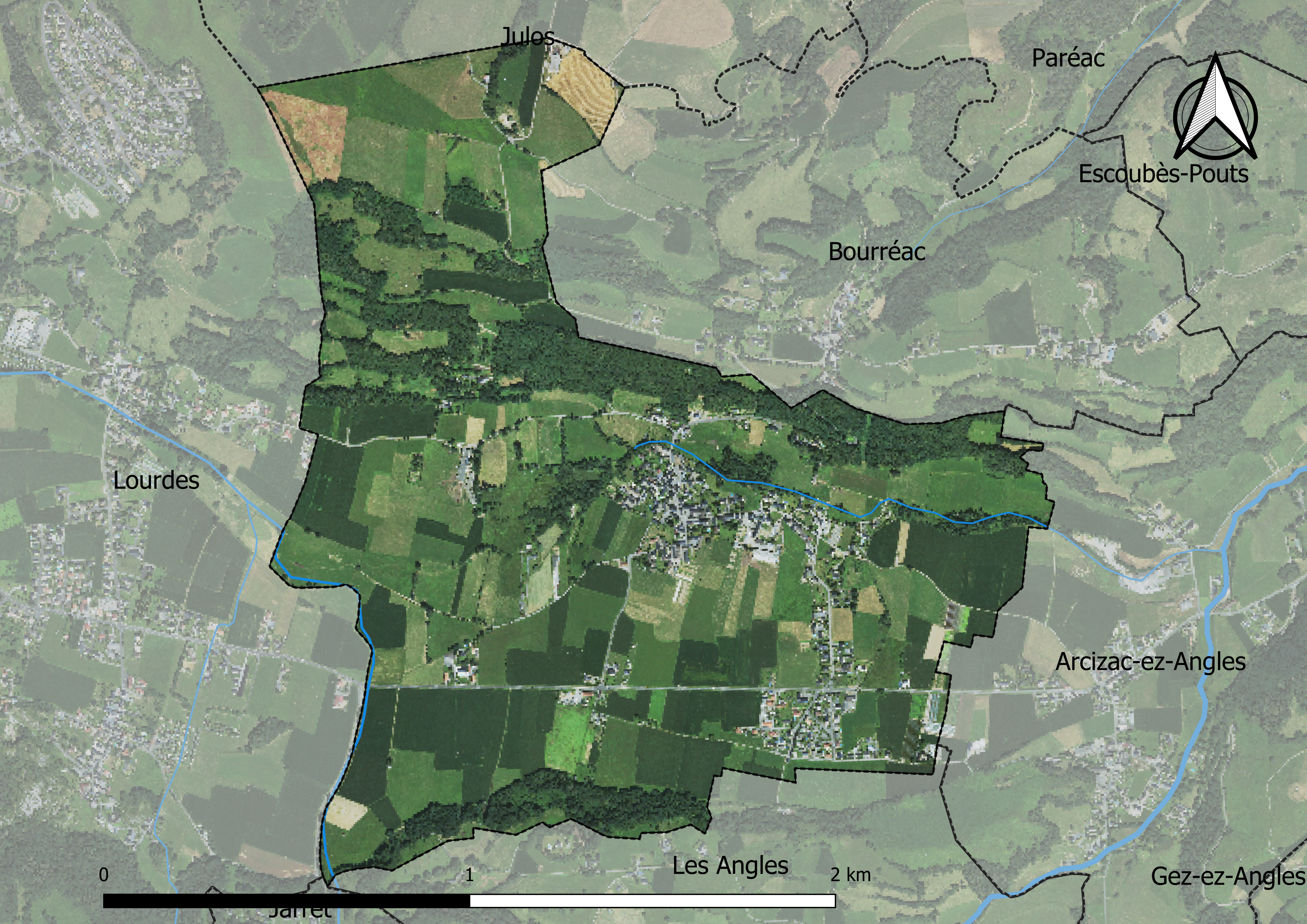
Carte orthophotogrammétrique de la commune.

### Voies de communication
Du fait de sa proximité de Lourdes, situé sur l'axe transversal Lourdes - Bagnères-de-Bigorre, tout en étant à l'écart du flux dominant de circulation nord-sud, le village bénéficie d'un bon rattachement à un réseau dense de communications, notamment à l'axe nord-sud Tarbes - Lourdes - Argelès-Gazost.

### Risques majeurs
Le territoire de la commune de Lézignan est vulnérable à différents aléas naturels : météorologiques (tempête, orage, neige, grand froid, canicule ou sécheresse), feux de forêts, mouvements de terrains et séisme (sismicité moyenne). Il est également exposé à un risque technologique, le transport de matières dangereuses. Un site publié par le BRGM permet d'évaluer simplement et rapidement les risques d'un bien localisé soit par son adresse soit par le numéro de sa parcelle.

#### Risques naturels
Lézignan est exposée au risque de feu de forêt. Un plan départemental de protection des forêts contre les incendies a été approuvé par arrêté préfectoral le 21 avril 2020 pour la période 2020-2029. Le précédent couvrait la période 2007-2017. L’emploi du feu est régi par deux types de réglementations. D’abord le code forestier et l’arrêté préfectoral du 27 octobre 2014, qui réglementent l’emploi du feu à moins de 200 m des espaces naturels combustibles sur l’ensemble du département. Ensuite celle établie dans le cadre de la lutte contre la pollution de l’air, qui interdit le brûlage des déchets verts des particuliers. L’écobuage est quant à lui réglementé dans le cadre de commissions locales d’écobuage (CLE).

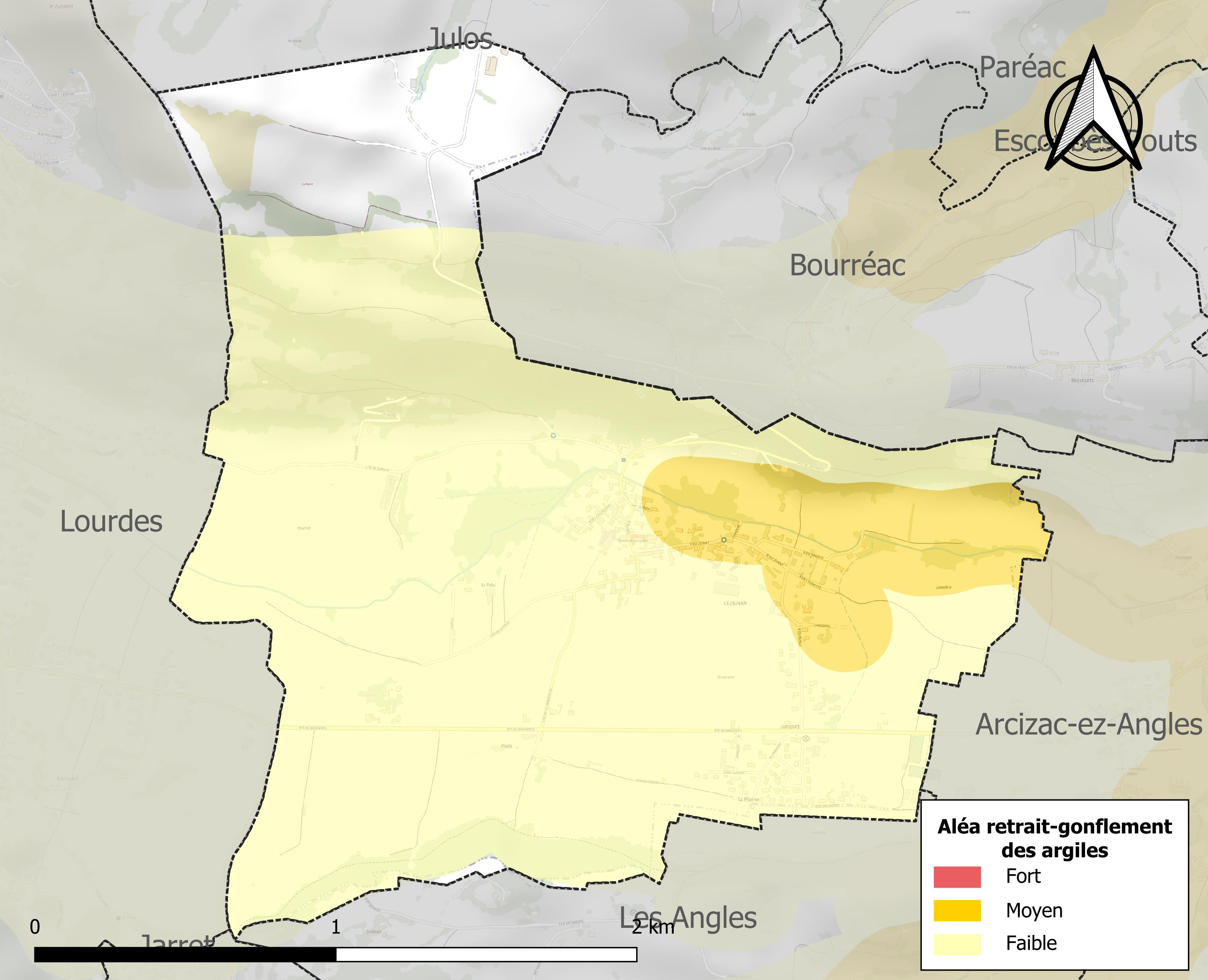
Carte des zones d'aléa retrait-gonflement des sols argileux de Lézignan.

Les mouvements de terrains susceptibles de se produire sur la commune sont des tassements différentiels.
Le retrait-gonflement des sols argileux est susceptible d'engendrer des dommages importants aux bâtiments en cas d’alternance de périodes de sécheresse et de pluie. 11 % de la superficie communale est en aléa moyen ou fort (44,5 % au niveau départemental et 48,5 % au niveau national). Sur les 150 bâtiments dénombrés sur la commune en 2019, 32 sont en aléa moyen ou fort, soit 21 %, à comparer aux 75 % au niveau départemental et 54 % au niveau national. Une cartographie de l'exposition du territoire national au retrait gonflement des sols argileux est disponible sur le site du BRGM,.
Par ailleurs, afin de mieux appréhender le risque d’affaissement de terrain, l'inventaire national des cavités souterraines permet de localiser celles situées sur la commune.
La commune a été reconnue en état de catastrophe naturelle au titre des dommages causés par les inondations et coulées de boue survenues en 1982, 1999 et 2009 et au titre des inondations par remontée de nappe en 2015. Concernant les mouvements de terrains, la commune a été reconnue en état de catastrophe naturelle au titre des dommages causés par des mouvements de terrain en 1999 et 2007.

#### Risque technologique
Le risque de transport de matières dangereuses sur la commune est lié à sa traversée par une canalisation de transport d'hydrocarbures. Un accident se produisant sur une telle infrastructure est susceptible d’avoir des effets graves sur les biens, les personnes ou l'environnement, selon la nature du matériau transporté. Des dispositions d’urbanisme peuvent être préconisées en conséquence.

## Toponymie
Le nom Lézignan dérive du nom d'un domaine antique formé sur le nom propre latin Licinius avec le suffixe -anum (> an en gascon), soit : « domaine de Licinius ».
Ses formes anciennes sont :
- De Lezinano (1112, cartulaire de Saint-Pé, archives des H.P.)[33] ;
- De Lezinhano (1313, Debita regi Navarre)[33] ;
- Lesinhan (1429, censier de Bigorre)[33] ;
- Lesigna en la Baronnie des Angles (1603, livre de la Réforme de Sainct-Pé, arch. des H.P.)[34] ;
- Lesignaa (1760, Larcher, pouillé du diocèse de Tarbes)[33] ;
- Lesignan (v 1809, carte de Cassini).

### Plan cadastral et microtoponymie

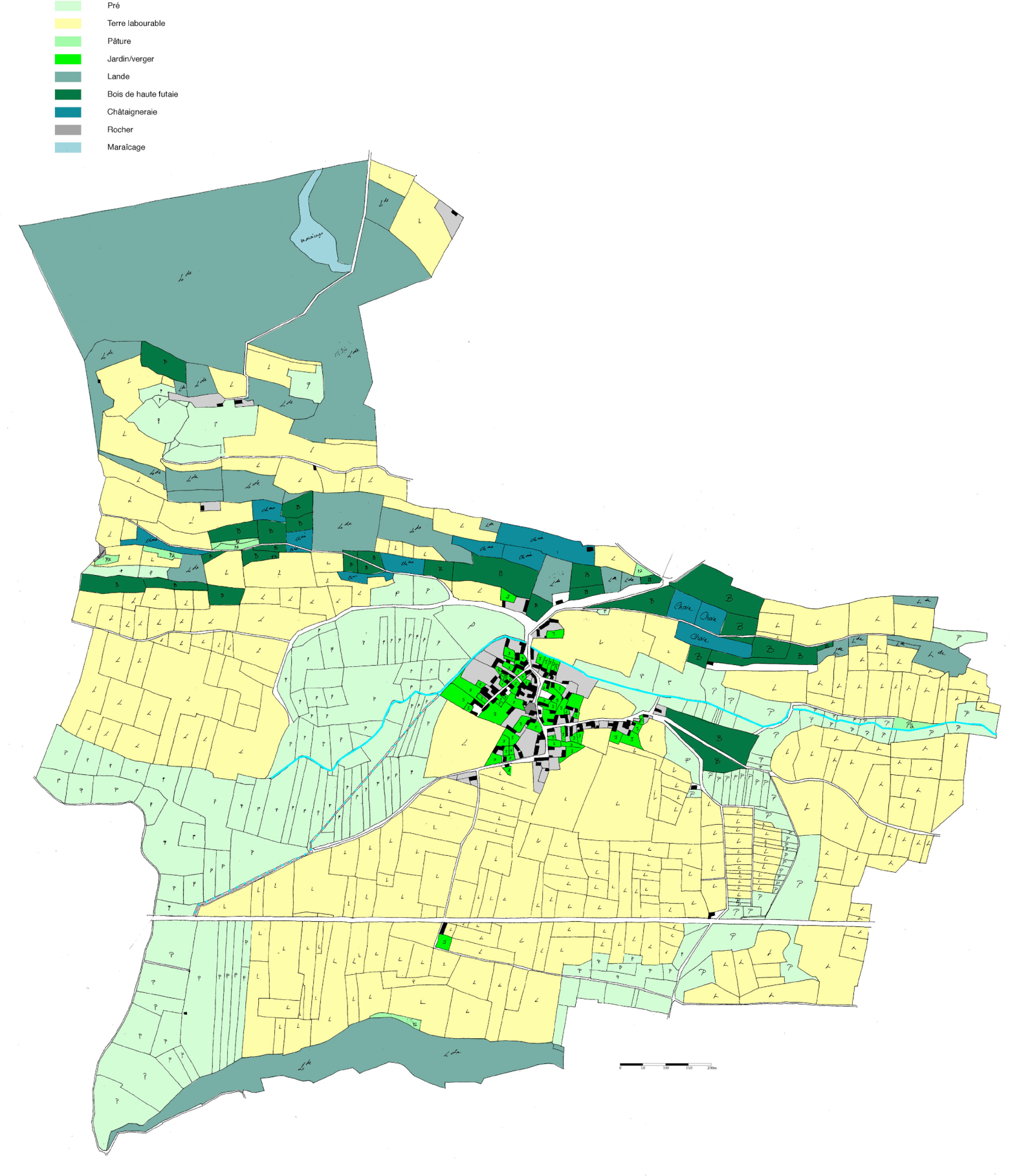
Cadastre napoléonien de Lézignan, daté de 1809.

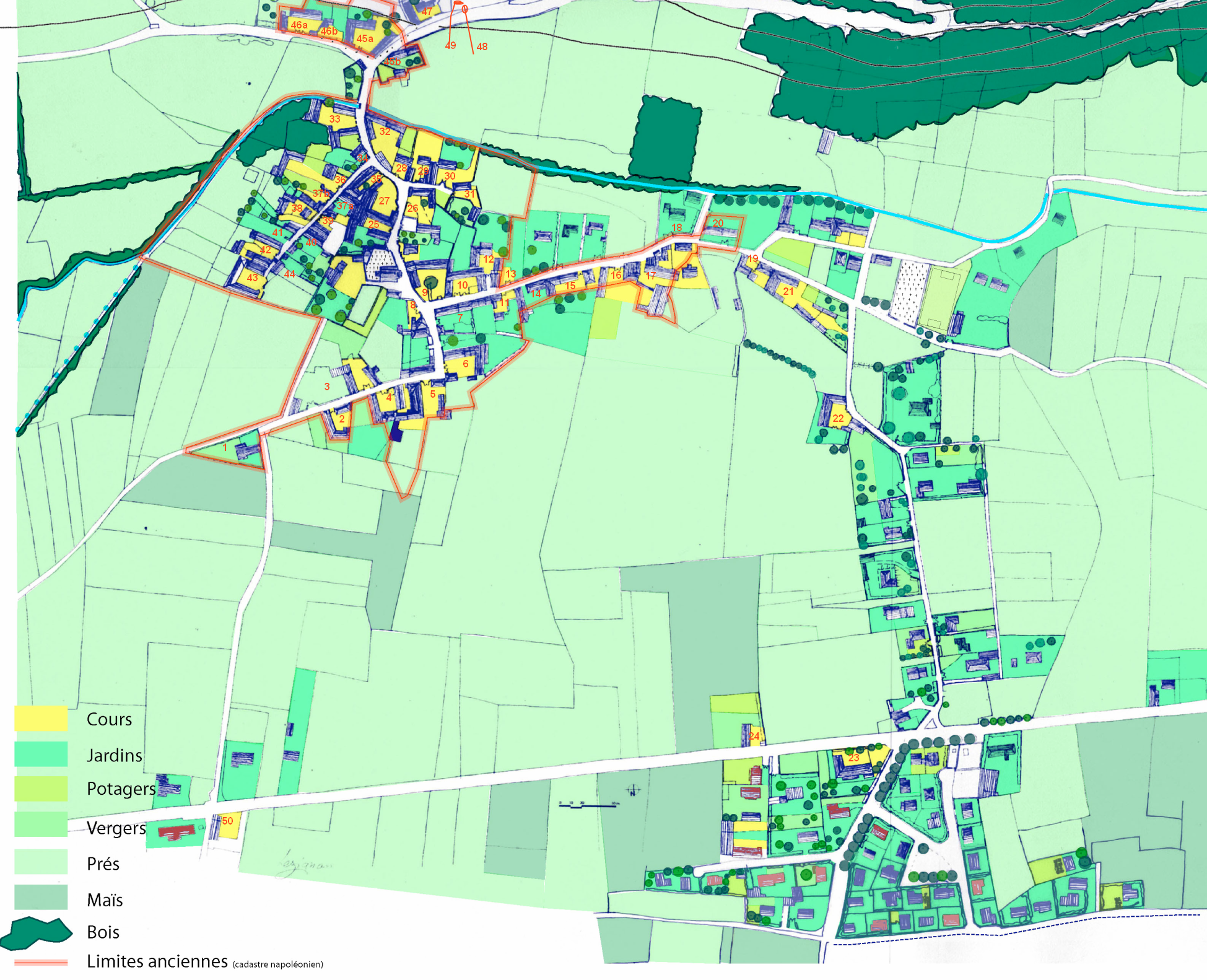
Plan de Lézignan avec numéros renvoyant aux noms des maisons paysannes.

La mairie de Lézignan détient une version très bien conservée d'un plan du cadastre napoléonien de 1809. 

Un recensement des noms de maisons, de quartiers, de champs, de prés et de divers lieux est en cours de réalisation sur la commune de Lézignan conjointement avec celle de Bourréac. Les microtoponymes répertoriés ci-après sont ceux qui sont encore usités aujourd'hui. Ils sont transcrits sous leur forme phonétique actuelle. On les retrouve sous une forme graphique identique ou approchée dans des fonds d'archives départementales, en particulier dans l'arpentement de la Baronnie des Angles réalisé en 1736/1741, présent aux archives départementales de Pau, et dans la matrice cadastrale de 1809  ainsi que dans les documents d'état civil de la commune de Lézignan où les patronymes sont parfois associés aux noms de maison, ceci jusqu'au milieu du XIXe siècle.
La constitution de ce patrimoine culturel immatériel vise à conserver et à restituer la mémoire du village. Il devrait pouvoir bénéficier de la présence, sur le même site du regroupement scolaire de Lézignan, de la médiathèque de la mommunauté de communes, d'un Espace public Informatique cantonal et du Centre d'accueil et de loisirs, pour assurer l'approfondissement de cette connaissance et sa transmission intergénérationnelle. Cette collecte de données à visée culturelle est en cours d'insertion dans cet article sur le modèle de ce qui a déjà été fait sur Bourréac. Les données figurent sur le tableau ci-après.

## Histoire

### Période gallo-romaine

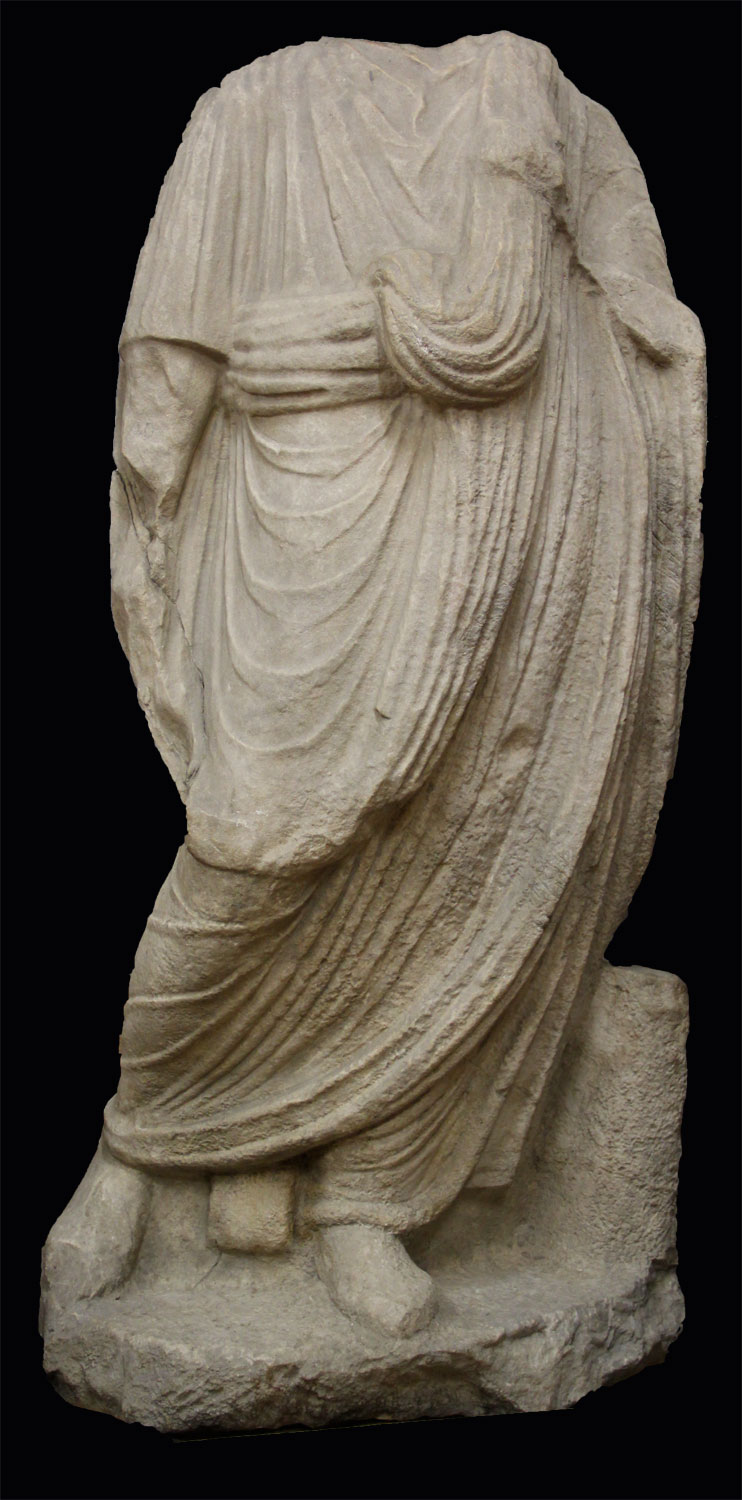
Statue gallo-romaine trouvée sur le site de Sendac.

L'inventaire archéologique départemental fait état de la découverte en 1846 d'une statue en marbre, au lieu-dit Sendac situé sur la zone collinaire en plateau accessible depuis Bourréac, qui, selon les termes mêmes du "porter à connaissance départemental "permet d'envisager l'existence d'un site funéraire antique très important". Cette statue sans tête, d'une taille plus grande que nature, est unique dans le département, elle résulterait d'une production en série, selon l'usage de l'époque, destinée à recevoir ensuite la tête sculptée de la personnalité à honorer. Déposée au musée du Jardin Massey à Tarbes, elle n'est actuellement pas visible.

### L'abbaye laïque

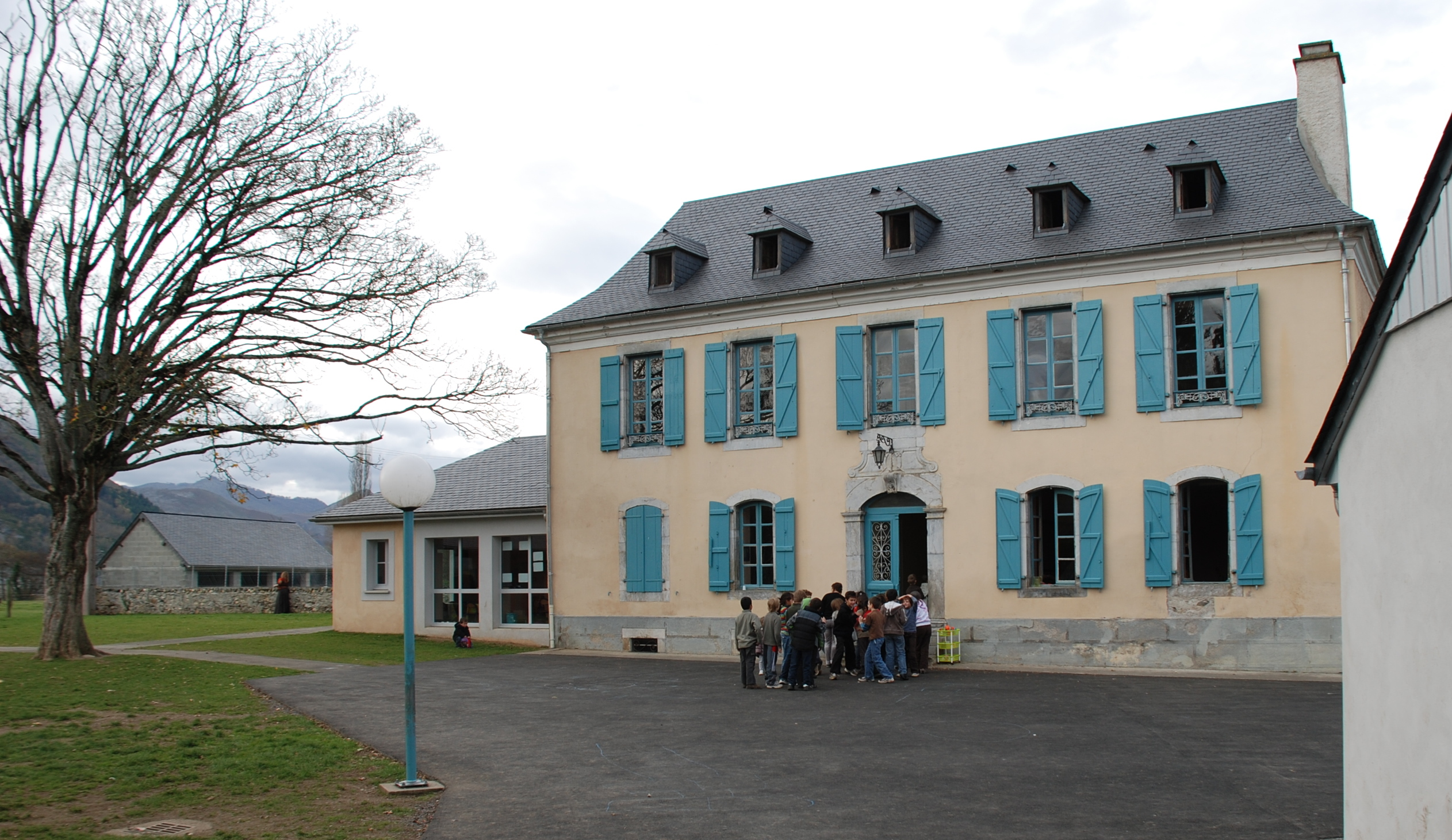
Maison Abbadia, ancienne demeure d'un abbé laïc sous l'Ancien Régime devenue par la suite presbytère puis école du regroupement scolaire de la communauté de communes de la Baronnie des Angles.

L.A. Lejosne mentionne l'existence d'une abbaye laïque  "abbadia S. Petri de Lesinhaä" citée dans le Verd de Bénac ou Censier de Castelloubon, 1405. Le nom Abbadia de l'ancien presbytère de Lézignan devenu école du regroupement scolaire de la communauté de communes de la Baronnie des Angles y fait référence. C'était la maison d'un abbé lai ou abbé laïque. Elle jouxte l'église paroissiale anciennement de Saint-Pierre. L'ancienne qualification d'abbé lai ou abbé laïque était autrefois utilisée dans le Pays basque, en Béarn et dans quelques vallées de Bigorre, dans le Lavedan et le Pays de Lourdes en particulier (cf. Jean Bourdette). Elle s’appliquait au possesseur d’un fief avec maison, souvent noble, jouxtant l’église d’un village L’abbé-lai bénéficiait de privilèges spéciaux et d'un intérêt à la dîme de la paroisse. En contrepartie il devait assurer l’entretien du curé.

### Situation au sein de la baronnie des Angles

Blason de Lézignan.

Lézignan comptait 20 feux en 1421 alors que Les Angles, siège de la Baronnie, en comptait 28. Au fil du temps, le village a pris une importance croissante au sein de la Baronnie grâce à un développement agricole et artisanal. Les fermiers de la baronnie (bourgeois qui passaient contrat avec le baron et qui moyennant une somme importante percevaient les divers droits du seigneur jusqu'à la Révolution) sont de Lézignan, au XVIIIe siècle. Par contre, Les Angles, siège de l'archidiaconé de même nom ainsi que d'un archiprêtré avec présence d'une faderne (confrérie ou société de prêtres), a longtemps conservé la prééminence sur le plan religieux.

### Historique administratif
- Sous l'Ancien Régime, Lézignan faisait partie de la sénéchaussée de Bigorre, du Quarteron de Lourdes et de la Baronnie des Angles[41].
- À partir de 1790, Lézignan a fait partie du canton de Lourdes puis du canton de Lourdes-Est depuis.

## Politique et administration

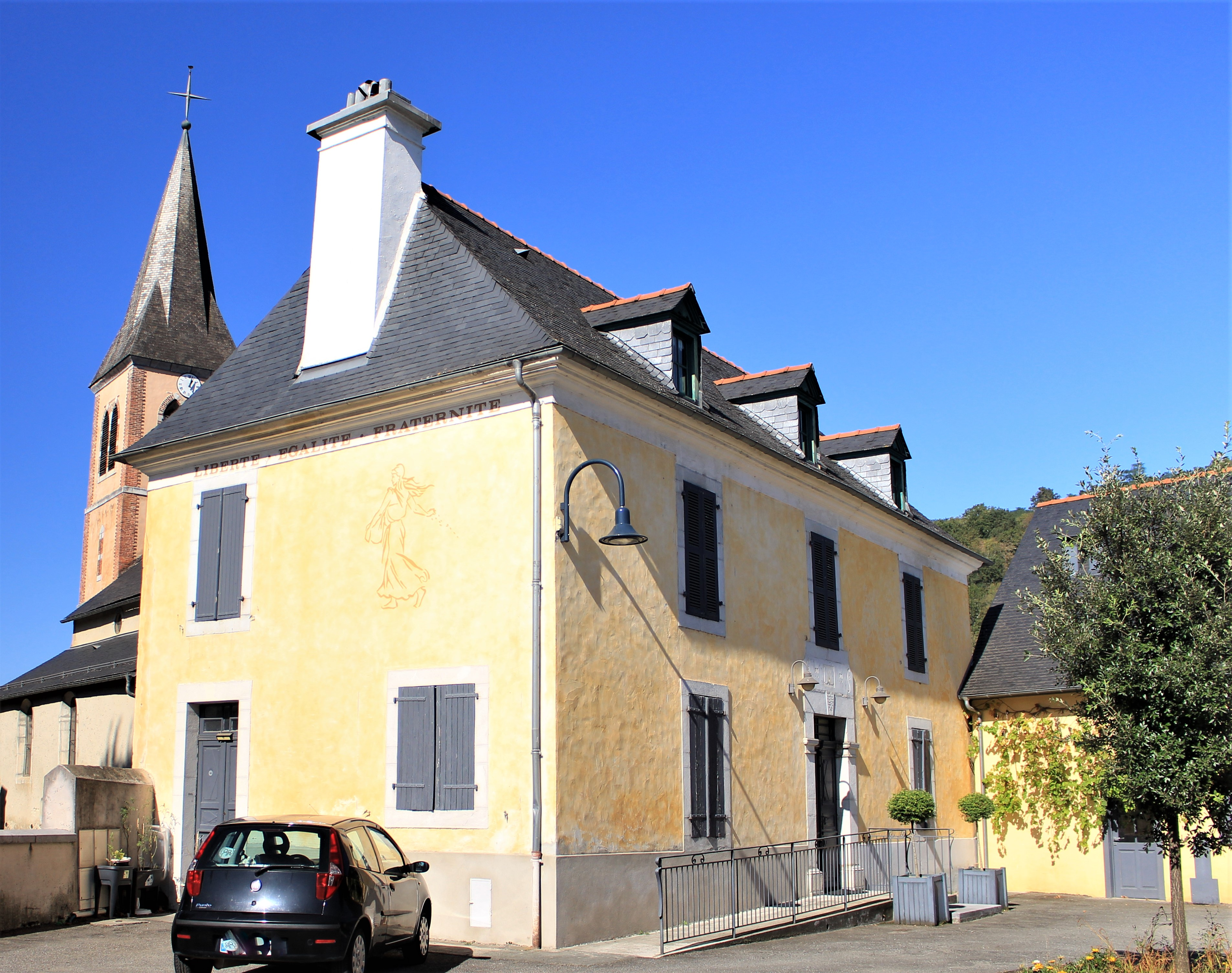
La mairie en 2023.

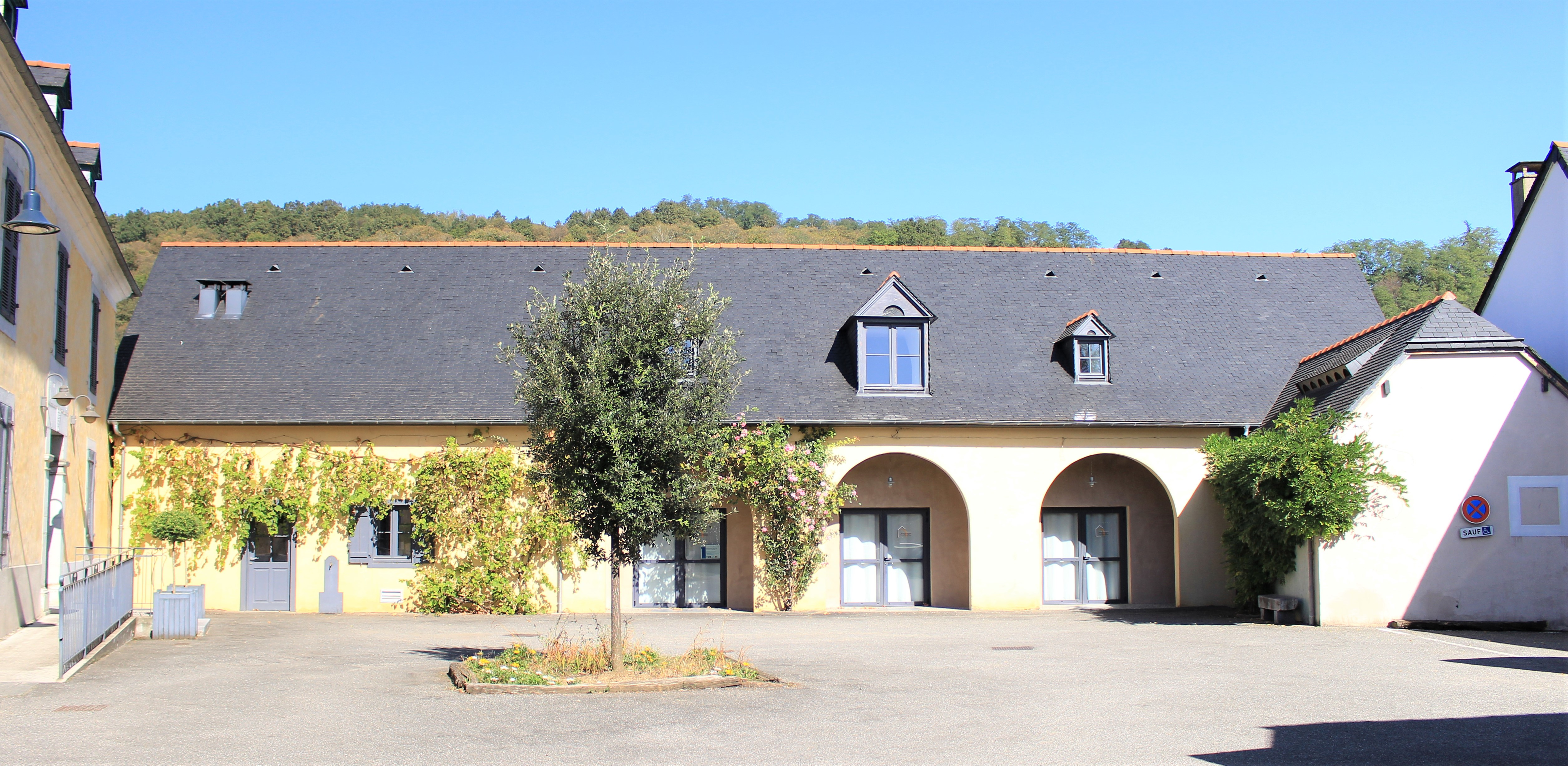
Le foyer rural en 2023.

### Intercommunalité
Lézignan est une commune de l'aire d'attraction de Lourdes. Lézignan a été le siège de la communauté de communes de la Baronnie des Angles qui a fusionné le 1er janvier 2014 avec la communauté de communes du Pays de Lourdes.

### Liste des maires
| Période                                  | Période   | Identité           | Étiquette | Qualité               |
| ---------------------------------------- | --------- | ------------------ | --------- | --------------------- |
| Les données manquantes sont à compléter. |           |                    |           |                       |
|                                          |           |                    |           |                       |
| 1947                                     | 1953      | Jules Laudas       | -         |                       |
| 1953                                     | 1971      | Pierre Sarie       | -         | Agriculteur           |
| 1971                                     | 1989      | Prosper Duffourc   | -         | Retraité militaire    |
| mars 1989                                | juin 1995 | Jean-Claude Cousin | -         | Architecte            |
| juin 1995                                | mars 2001 | Bernard Vignes     | -         | Cadre                 |
| mars 2001                                | mars 2014 | Jean-Claude Cousin | -         | Architecte            |
| mars 2014                                | mai 2020  | Chantal Morera     | -         | Professeure retraitée |
| mai 2020                                 | En cours  | Gérard Boué        | -         | Informaticien         |

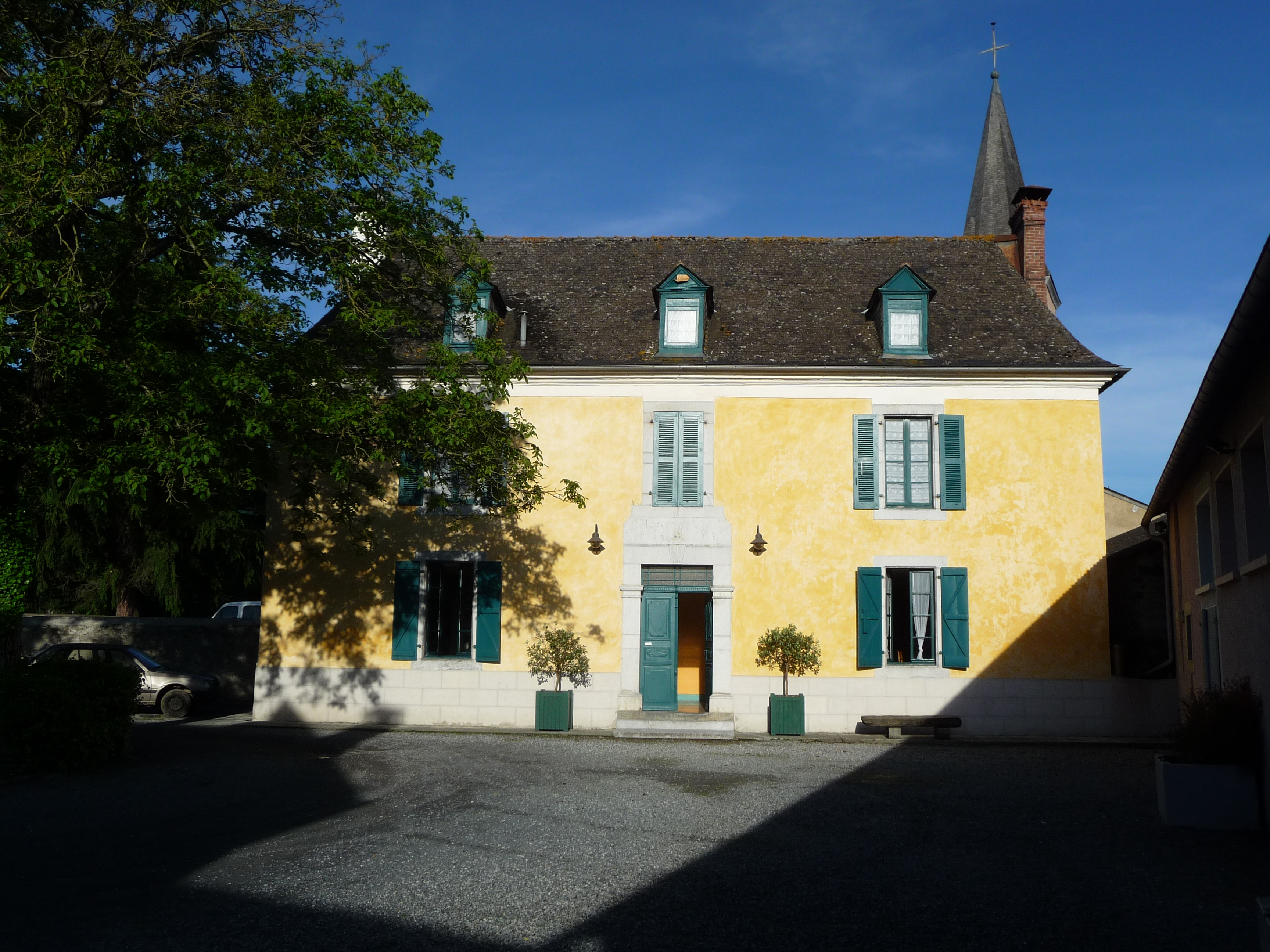
Mairie de Lézignan.
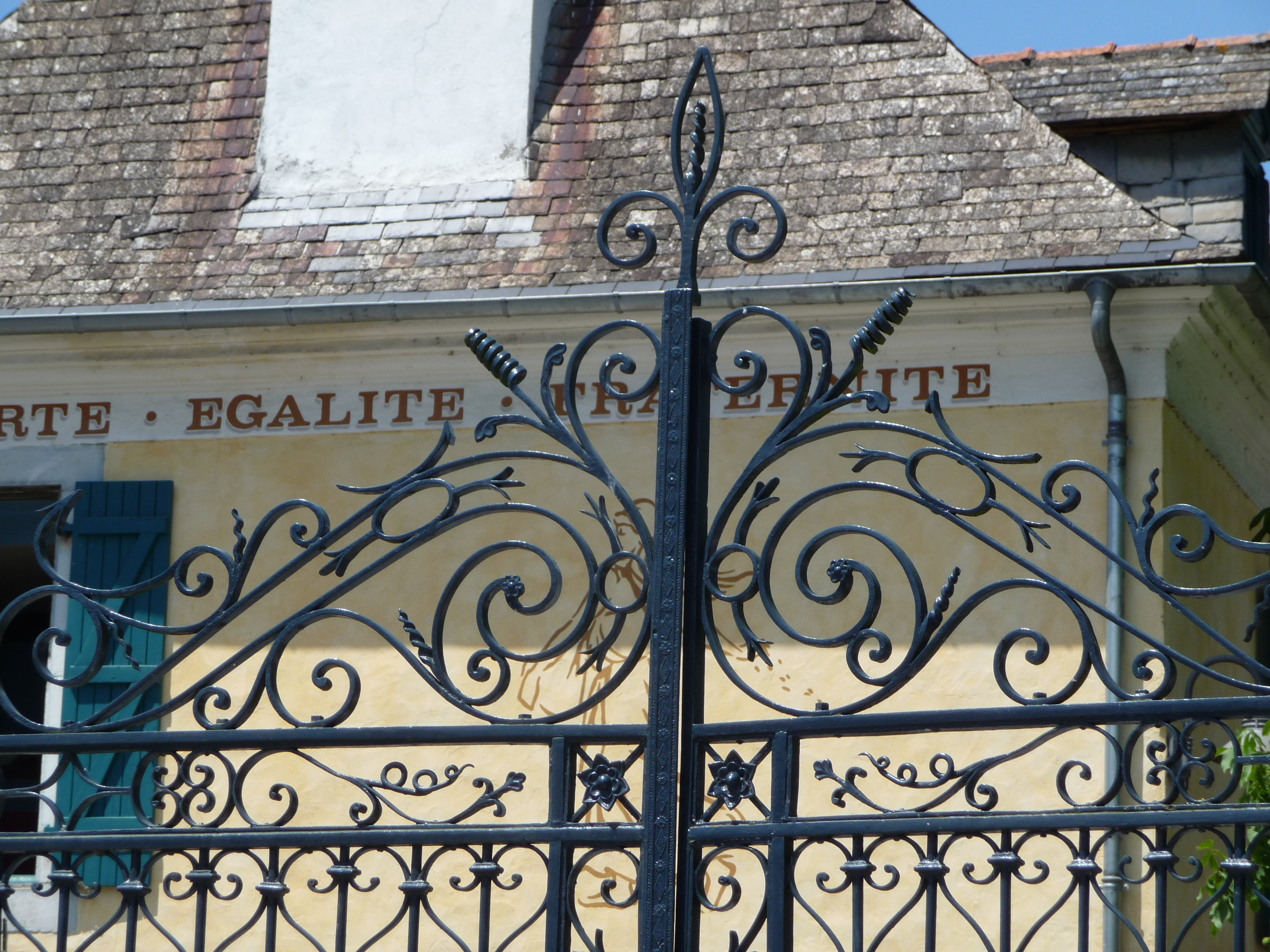
Détail du portail d'entrée de la mairie.

## Population et société

### Démographie

#### Évolution démographique
L'évolution du nombre d'habitants est connue à travers les recensements de la population effectués dans la commune depuis 1793. Pour les communes de moins de 10 000 habitants, une enquête de recensement portant sur toute la population est réalisée tous les cinq ans, les populations de référence des années intermédiaires étant quant à elles estimées par interpolation ou extrapolation. Pour la commune, le premier recensement exhaustif entrant dans le cadre du nouveau dispositif a été réalisé en 2005.

En 2022, la commune comptait 358 habitants, en évolution de +3,47 % par rapport à 2016 (Hautes-Pyrénées : +1,59 %, France hors Mayotte : +2,11 %).
| 1793 | 1800 | 1806 | 1821 | 1831 | 1836 | 1841 | 1846 | 1851 |
| ---- | ---- | ---- | ---- | ---- | ---- | ---- | ---- | ---- |
| 373  | 380  | 390  | 432  | 444  | 418  | 420  | 436  | 401  |

| 1856 | 1861 | 1866 | 1872 | 1876 | 1881 | 1886 | 1891 | 1896 |
| ---- | ---- | ---- | ---- | ---- | ---- | ---- | ---- | ---- |
| 400  | 363  | 396  | 400  | 404  | 373  | 383  | 390  | 409  |

| 1901 | 1906 | 1911 | 1921 | 1926 | 1931 | 1936 | 1946 | 1954 |
| ---- | ---- | ---- | ---- | ---- | ---- | ---- | ---- | ---- |
| 405  | 352  | 339  | 290  | 282  | 272  | 267  | 227  | 217  |

| 1962 | 1968 | 1975 | 1982 | 1990 | 1999 | 2005 | 2006 | 2010 |
| ---- | ---- | ---- | ---- | ---- | ---- | ---- | ---- | ---- |
| 241  | 244  | 329  | 383  | 431  | 390  | 379  | 380  | 373  |

| 2015 | 2020 | 2022 | - | - | - | - | - | - |
| ---- | ---- | ---- | - | - | - | - | - | - |
| 351  | 357  | 358  | - | - | - | - | - | - |

|                              | 1806 | 1821 | 1861 | 1901 | 1921 | 1936  | 1968  | 1990  |
| ---------------------------- | ---- | ---- | ---- | ---- | ---- | ----- | ----- | ----- |
| Lézignan                     | 390  | 432  | 363  | 405  | 290  | 241   | 214   | 431   |
| Bourréac                     | 220  | 140  | 110  | 94   | 76   | 61    | 41    | 46    |
| Les Angles (Hautes-Pyrénées) | 346  | 328  | 343  | 227  | 180  | 177   | 151   | 145   |
| Arcizac-ez-Angles            | 211  | 250  | 240  | 189  | 188  | 195   | 138   | 157   |
| Escoubès-Pouts               | 217  | 231  | 256  | 189  | 137  | 110   | 82    | 68    |
| Lourdes ville                | 3061 | 3393 | 4310 | 8708 | 8736 | 11529 | 17939 | 16300 |

Proche de Lourdes pour les échanges économiques, située sur un axe routier et favorisée par la qualité de ses terres labourables et maraîchères, Lézignan a vu son importance relative s'accroître parmi les villages de la Baronnie et du canton de Lourdes-Est, malgré le déclin général de la population rurale jusqu'au milieu du XXe siècle. L'accroissement de sa population à partir de 1970 correspond au développement du quartier de La Plaine, en rapport avec la venue de nouveaux résidents ayant soit une activité artisanale locale, soit un emploi en ville. Depuis le milieu des années 1990, l'effectif de la population est à nouveau déclinant, en rapport avec un solde migratoire et un solde des naissances négatifs. La population municipale est de 380 en 2006. En conséquence, les enjeux retenus dans le PLU sur le plan démographique visent à :
- assurer le renouvellement de la population ;
- stopper le déclin démographique en garantissant un équilibre vivable sur le territoire ;
- garantir un confort de vie aux populations âgées.

## Économie

### Revenus
En 2018, la commune compte 150 ménages fiscaux, regroupant 365 personnes. La médiane du revenu disponible par unité de consommation est de 20 950 € (20 420 € dans le département).

### Emploi
|                | 2008  | 2013  | 2018  |
| -------------- | ----- | ----- | ----- |
| Commune        | 6,3 % | 5,3 % | 9,7 % |
| Département    | 7,7 % | 9,4 % | 9,8 % |
| France entière | 8,3 % | 10 %  | 10 %  |

En 2018, la population âgée de 15 à 64 ans s'élève à 193 personnes, parmi lesquelles on compte 76,5 % d'actifs (66,8 % ayant un emploi et 9,7 % de chômeurs) et 23,5 % d'inactifs,. Depuis 2008, le taux de chômage communal (au sens du recensement) des 15-64 ans est inférieur à celui de la France et du département.
La commune fait partie de la couronne de l'aire d'attraction de Lourdes, du fait qu'au moins 15 % des actifs travaillent dans le pôle,. Elle compte 73 emplois en 2018, contre 47 en 2013 et 58 en 2008. Le nombre d'actifs ayant un emploi résidant dans la commune est de 135, soit un indicateur de concentration d'emploi de 53,7 % et un taux d'activité parmi les 15 ans ou plus de 50,2 %.
Sur ces 135 actifs de 15 ans ou plus ayant un emploi, 15 travaillent dans la commune, soit 11 % des habitants. Pour se rendre au travail, 93,4 % des habitants utilisent un véhicule personnel ou de fonction à quatre roues, 1,5 % s'y rendent en deux-roues, à vélo ou à pied et 5,1 % n'ont pas besoin de transport (travail au domicile).

## Habitat

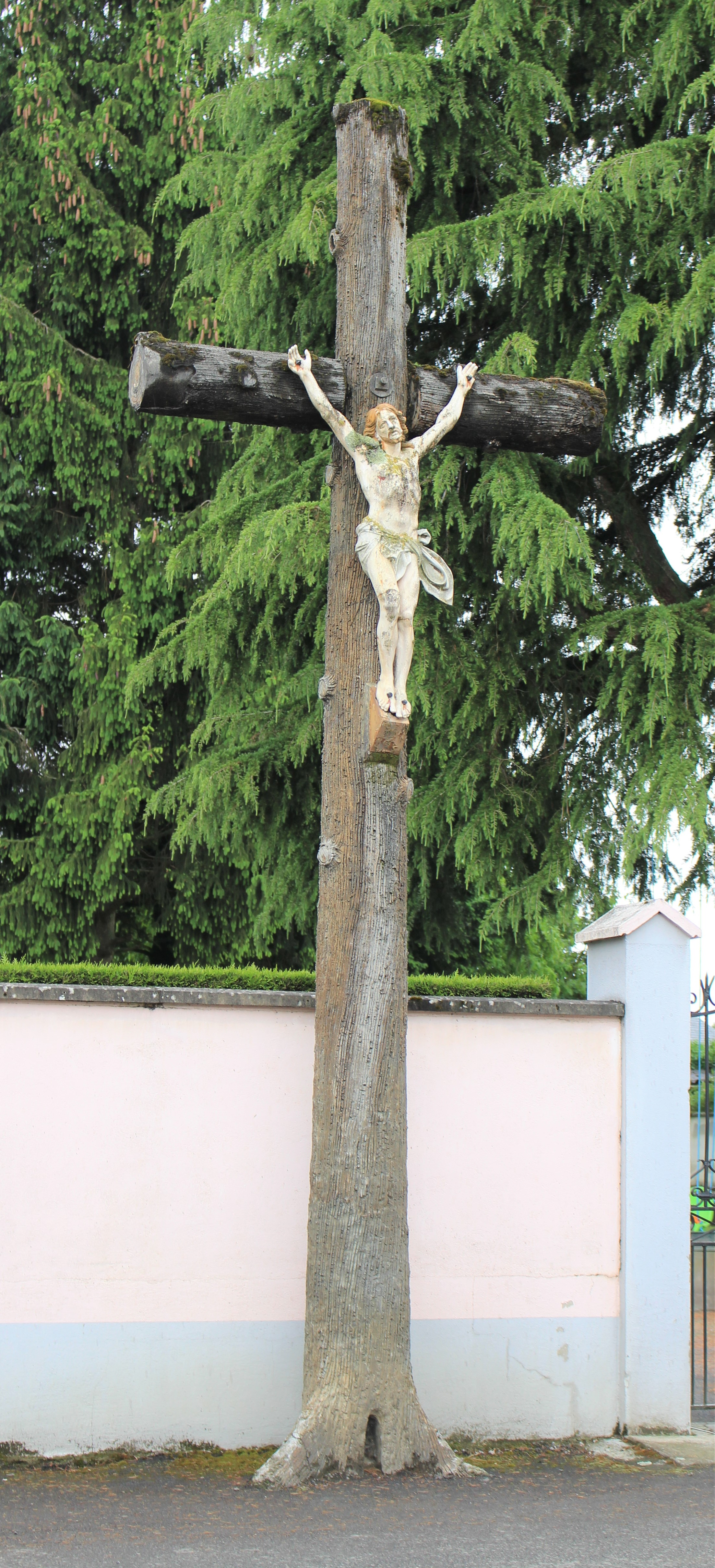
Une croix.

L'habitat est relativement groupé. Il se partage entre le village proprement dit où se situe l'habitat ancien autour de l'église, et un quartier au-delà de la route départementale, proche d'Arcizac-ez-Angles, formant le quartier de la Plaine. La commune de Lézignan a adopté un PLU (plan local d'urbanisme) en 2009. Disponible en mairie, il livre un volume intéressant d'informations dont certaines sont reproduites dans cet article.
Corrélativement à ce qui a été écrit pour la démographie, et sur la base du constat de l'habitat existant, les enjeux retenus dans le PLU en matière de logement sont de :
- développer l’offre en petits logements accompagnés de services pour les personnes âgées souhaitant rester vivre sur leur territoire ;
- diversifier l’offre de logements, notamment en locatif.

Si la vacance ou la libération des logements existants est actuellement très faible, elle n'est pas à exclure dans le futur, dans le contexte de l'évolution démographique naturelle, de successions et face à la contrainte à laquelle peuvent être soumis des propriétaires de vendre ou d'investir pour conserver la valeur de leur patrimoine ancien. De fait la commune privilégie, pour ce qui la concerne, la remise sur le marché de ces logements vides plutôt que la construction de logements neufs. Plusieurs opérations de réhabilitation ont été menées dans le village pour la création de logements communaux. Trois logements ont été réhabilités. Un réseau d'assainissement collectif est en place. Aujourd'hui l'enterrement des lignes fait mieux ressortir le charme des maisons anciennes
Malgré l'étroite proximité de la ville de Lourdes, le village, dans sa partie ancienne, conserve encore une identité rurale forte et originale à laquelle contribue encore le maintien d'exploitations agricoles traditionnelles dans le bourg. Une vie de village avec la proximité d'une ville et de son bassin d'emploi, ainsi que le potentiel touristique du territoire, sont des facteurs d'attractivité et du développement à venir.

## Associations et vie locale

L'ASSO’S Lézignan/Bourréac dont le siège est à la mairie de Lézignan remplit les fonctions d'un comité des fêtes et d'animation et réalise des actions conviviales sur les deux communes, Lézignan et Bourréac, en particulier : la fête locale à Toussaint, le repas de Carnaval, l’intervillage début juin, puis d’autres soirées tout au long de l’année.

## Culture locale et patrimoine

### Églisede laToussaint
L'édifice daterait des XVIIe et XVIIIe siècles et a été remanié au XIXe avec la réfection du clocher.

Retable de l'Assomption de la Vierge
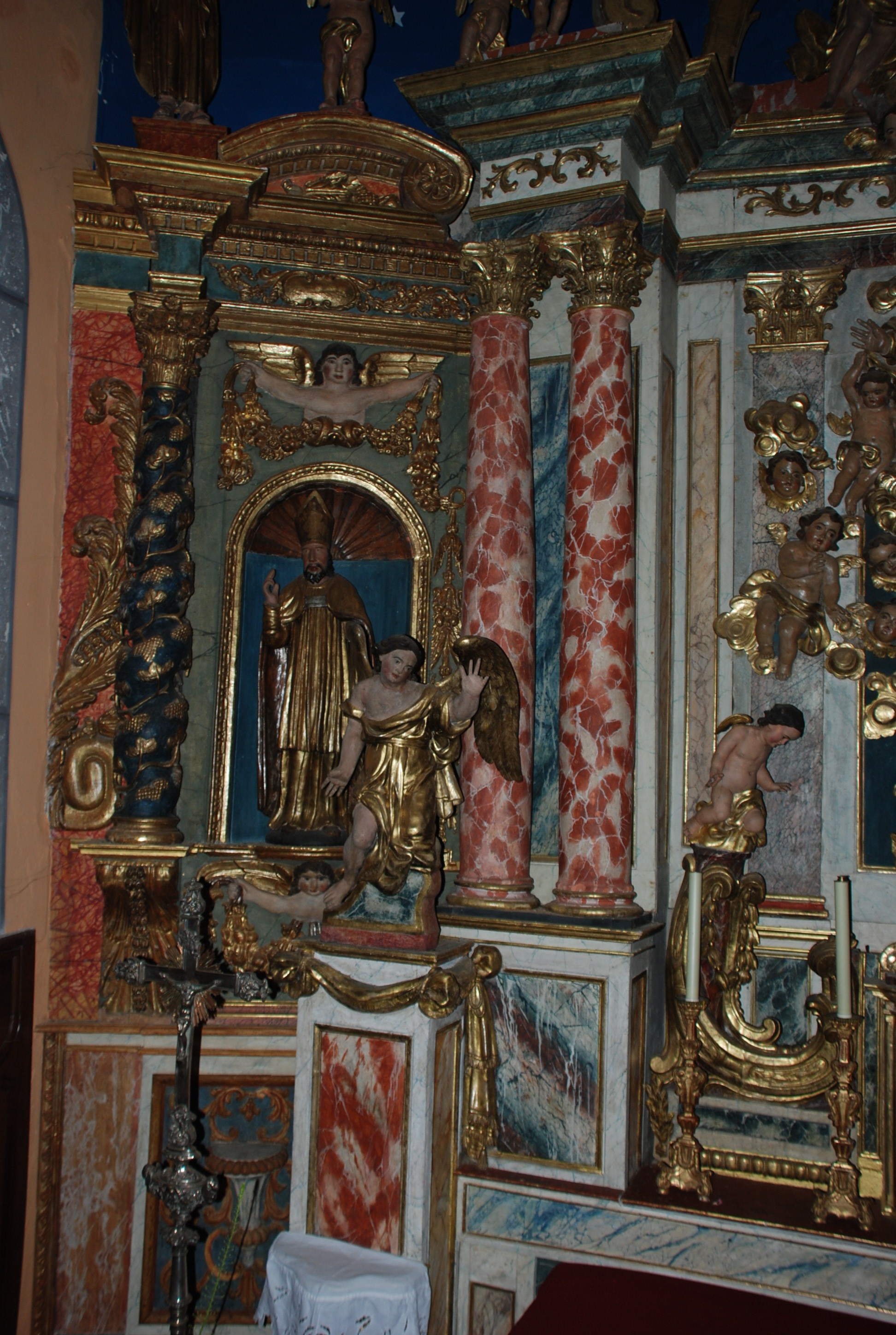
Panneau gauche avec un évêque et un ange adorateur
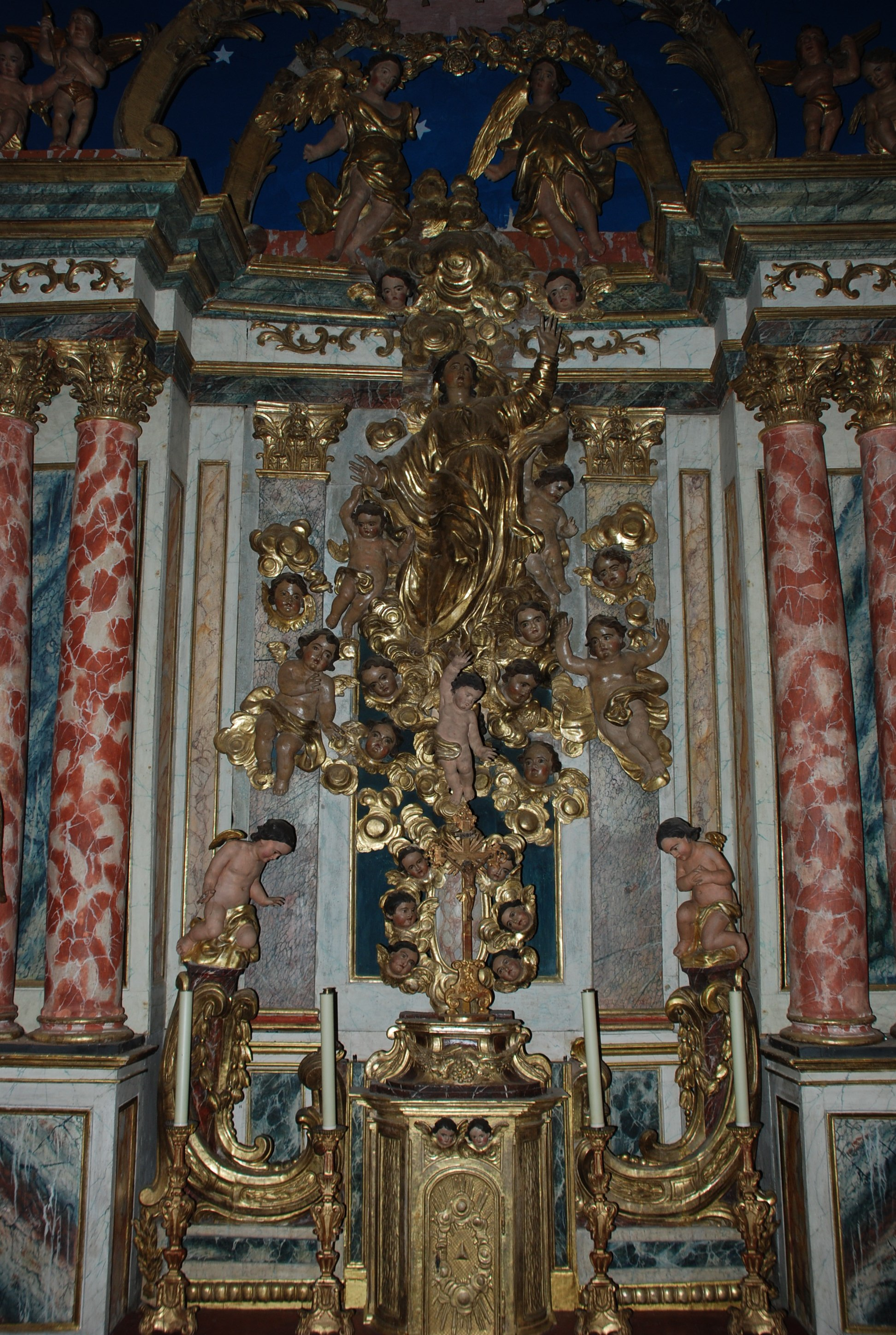
Panneau central du retable représentant l'Assomption de la Vierge
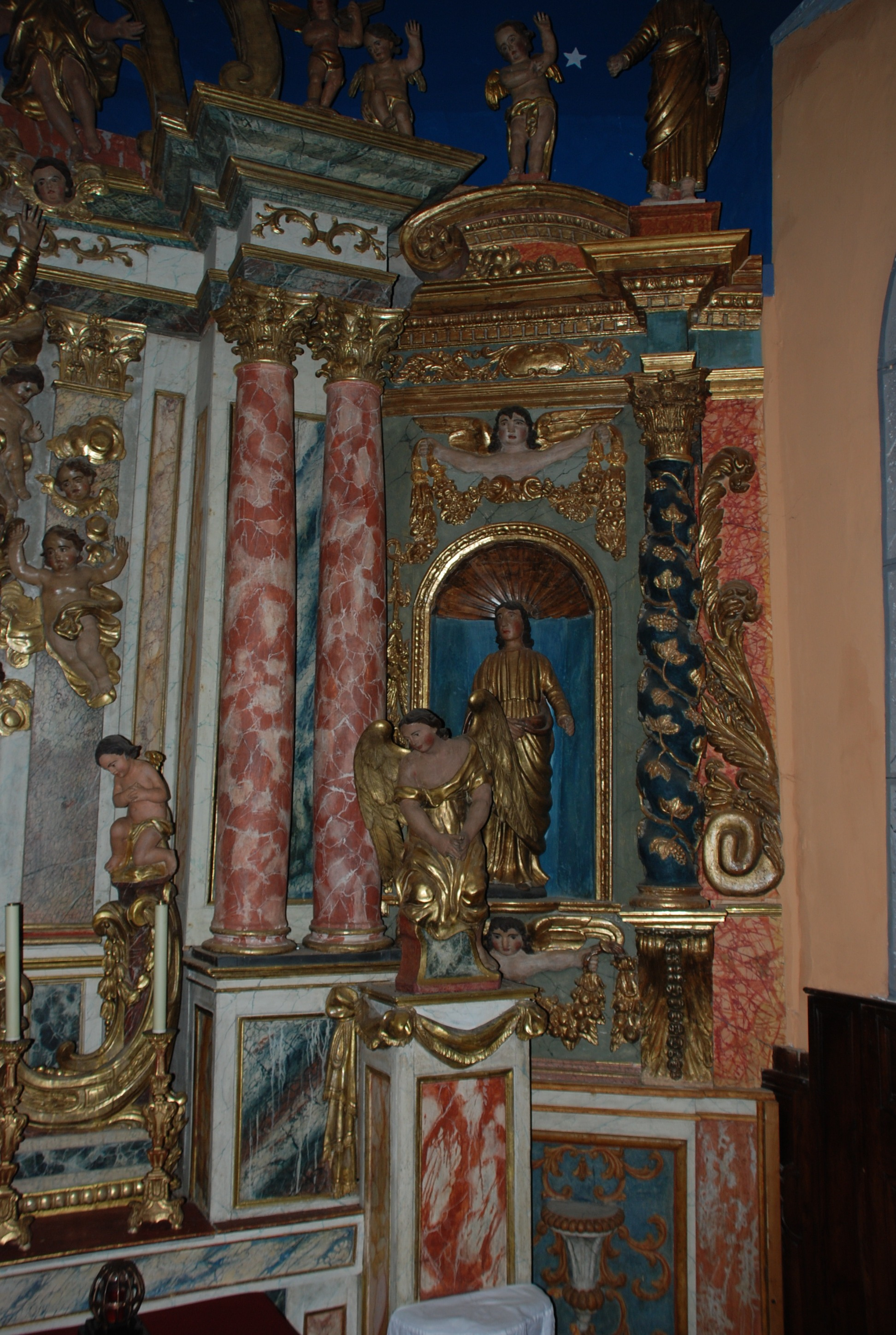
Panneau droit avec une saint et un ange adorateur
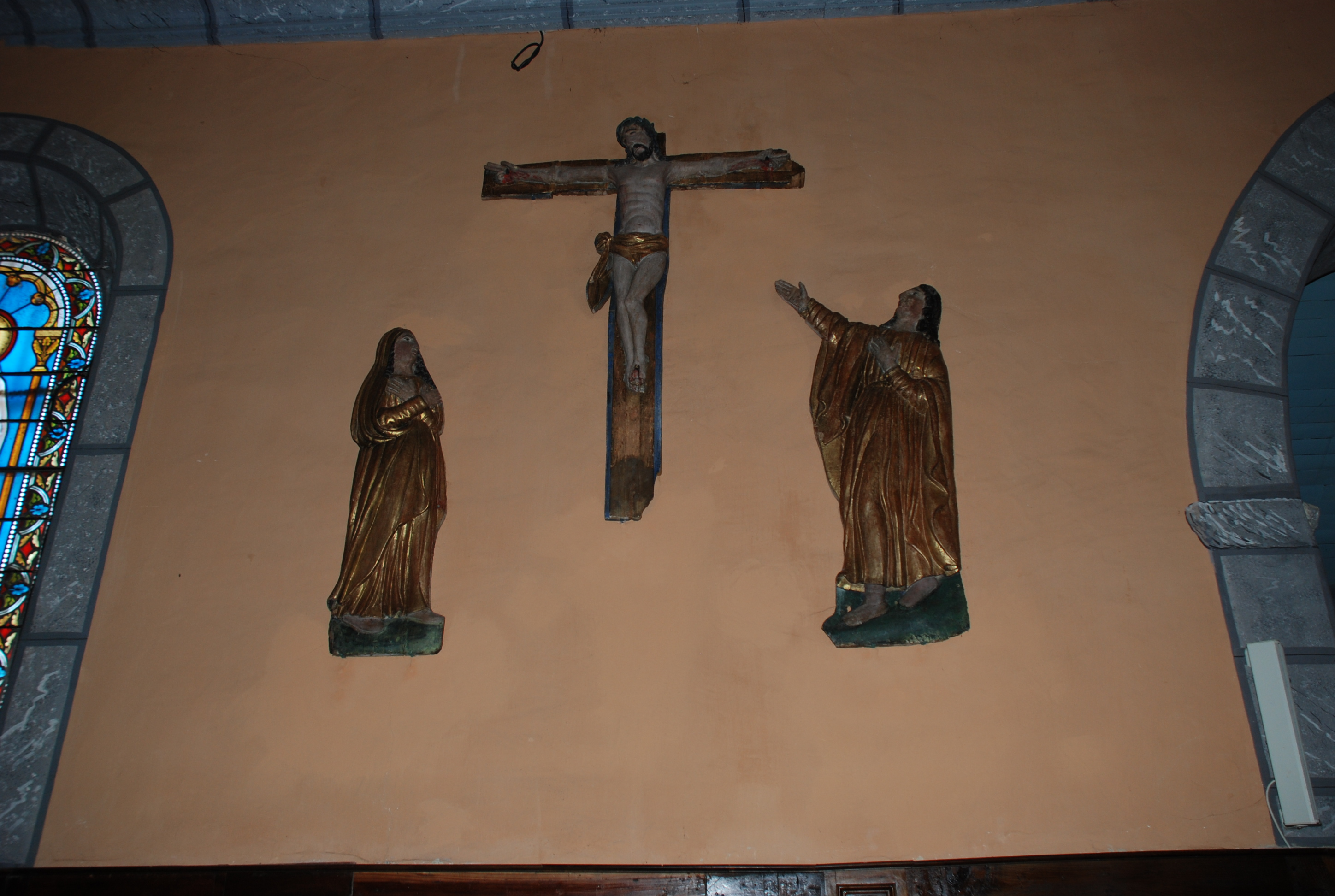
Représentation de la crucifixion

Il contient un très beau retable d'art baroque bigourdan, œuvre des frères Ferrère, Jean (1718-1795) et Dominique (1723-1808). Des bas reliefs subsistent d'un premier retable daté de 1690. Le retable de Lézignan est aussi appelé retable de l'Assomption. Le panneau central est en effet consacré à l'Assomption de la Vierge représentée par une statue en bois doré encadrée par deux panneaux latéraux avec les statues d'un saint évêque et de saint Jean. L'ensemble du retable a été restauré en 1999.
Les Ferrère installés à Asté, près de Bagnères-de-Bigorre, ont formé une dynastie de sculpteurs sur bois spécialisée dans le décor religieux, de retables et de tabernacles en particulier. Jean I Ferrère (1620-1705) fondateur de cette dynastie a créé le retable tripartite scindé par quatre colonnes torses et dominé par des éléments sculptés. Marc Ferrère (1674-1758) fils de Jean I Ferrère, réputé pour la qualité de ses dessins, a renouvelé ce type d'ouvrage. Il est le père de Jean II Ferrère et de Dominique Ferrère. Ce dernier introduisit le marbre dans le travail du bois.

### Maisons bigourdanes
Le centre du village compte des maisons bigourdanes typiques dont en particulier la mairie et l'ancien presbytère devenu le centre scolaire de la communauté de communes. Toutes ces maisons ont un nom qui leur est propre. Ces noms, avec des photos de maisons, sont mentionnés plus loin dans le paragraphe consacré à la microtoponymie locale.
La valeur architecturale de ces maisons et l'investissement qu'elles ont représenté pour des familles  aux revenus somme toute relativement modestes sont à relier à une capitalisation au cours des générations rendue possible par le système familial pyrénéen fondé sur le droit d'ainesse.

#### Portails
Toutes ces maisons possèdent de beaux portails en fer forgé qui s'ouvrent sur des cours fermées.

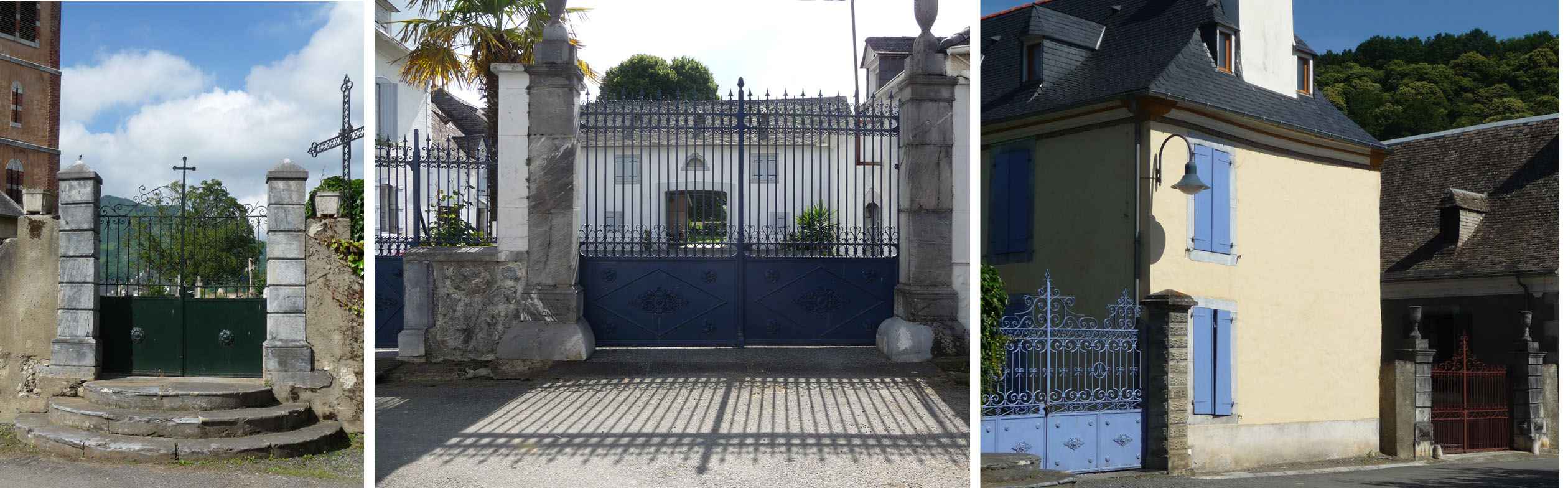
Entrée de l'ancien cimetière, portail d'en ço de Camps, portail et maison d'en ço de Mounic.
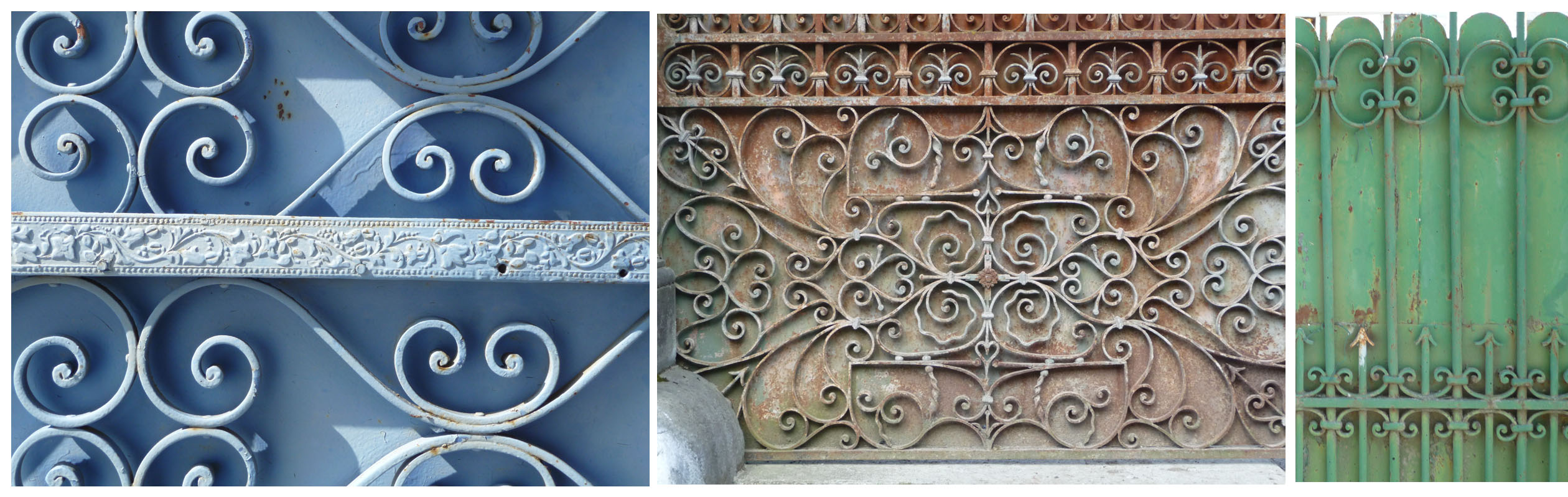
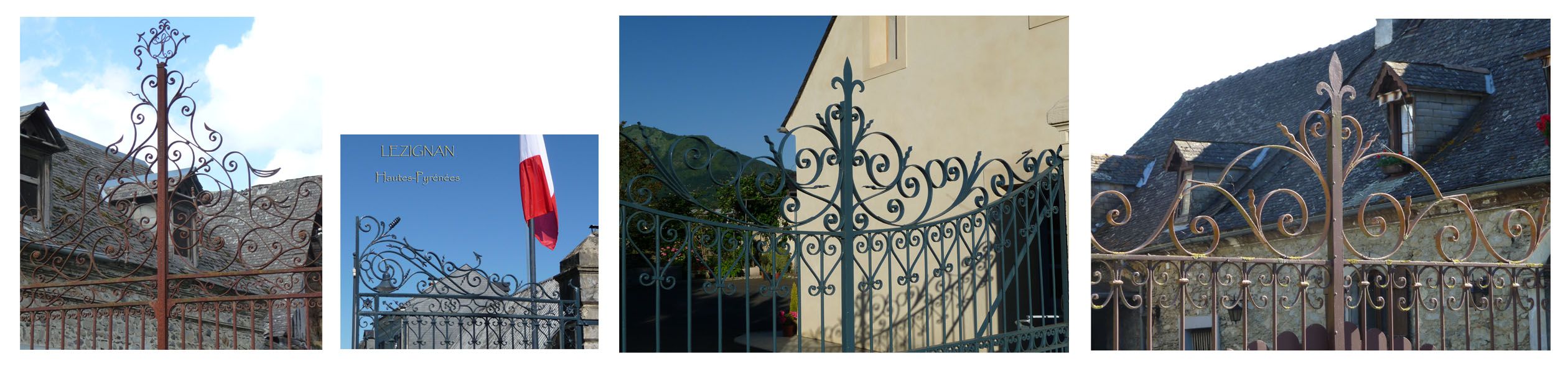
Détails de portails.
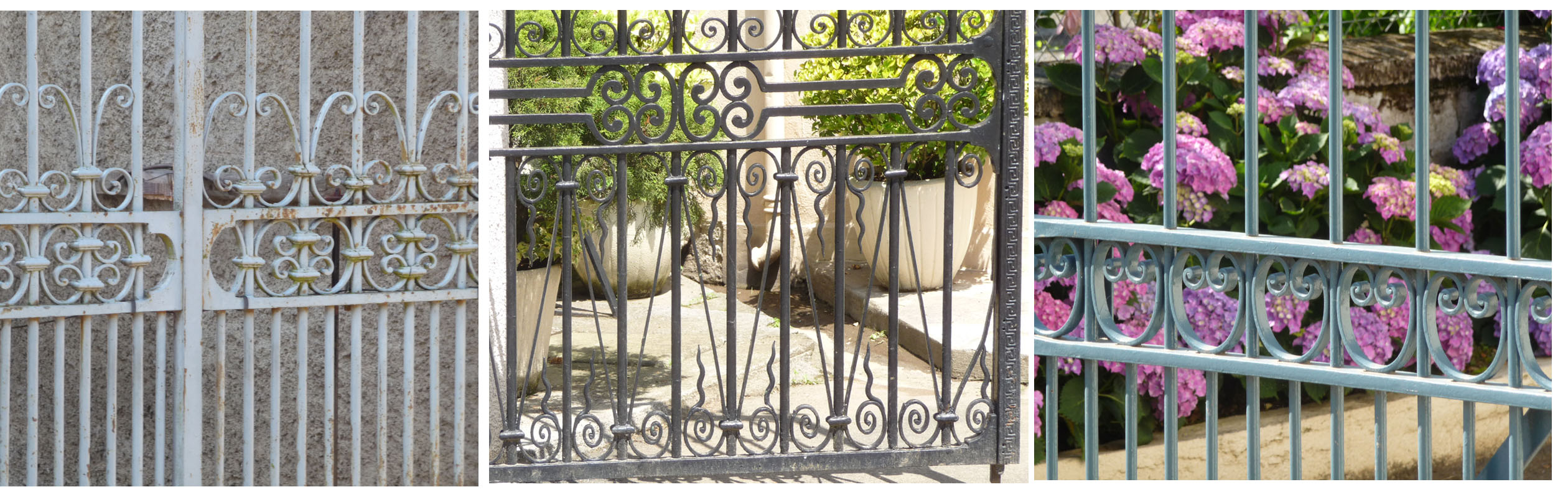
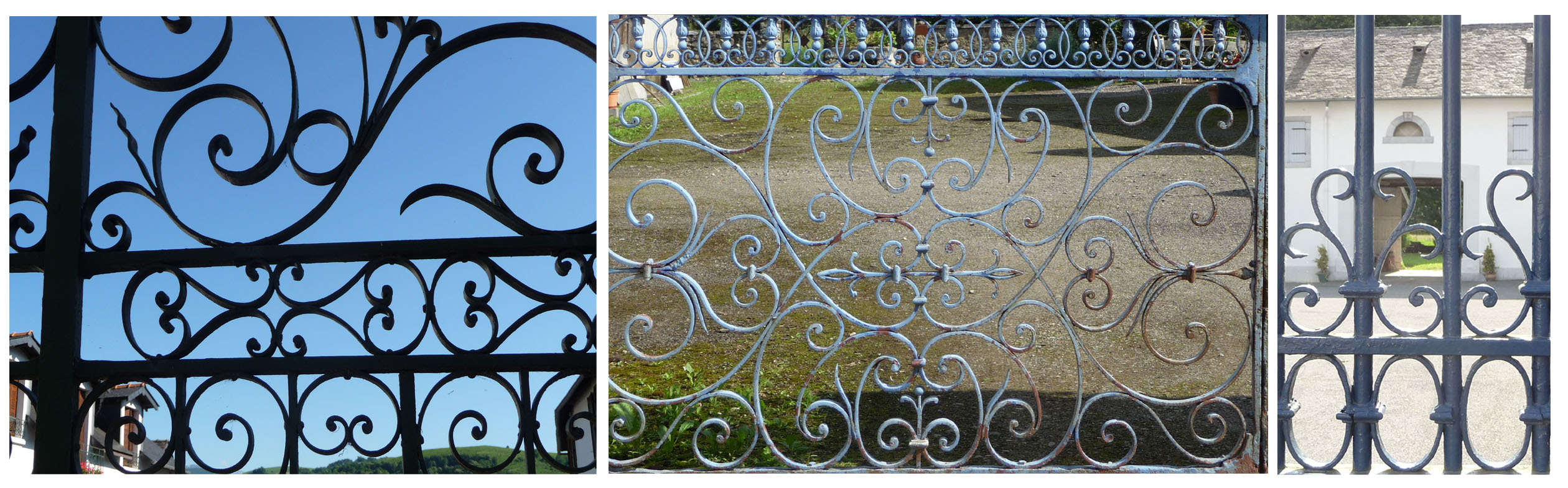
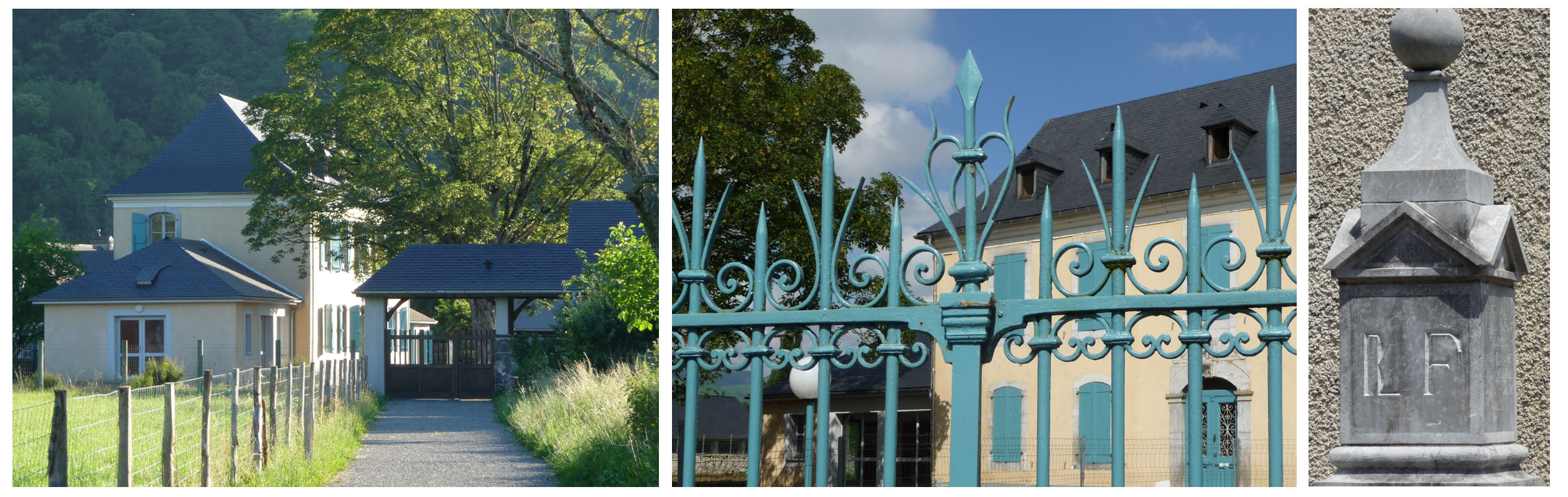

### Abreuvoirs

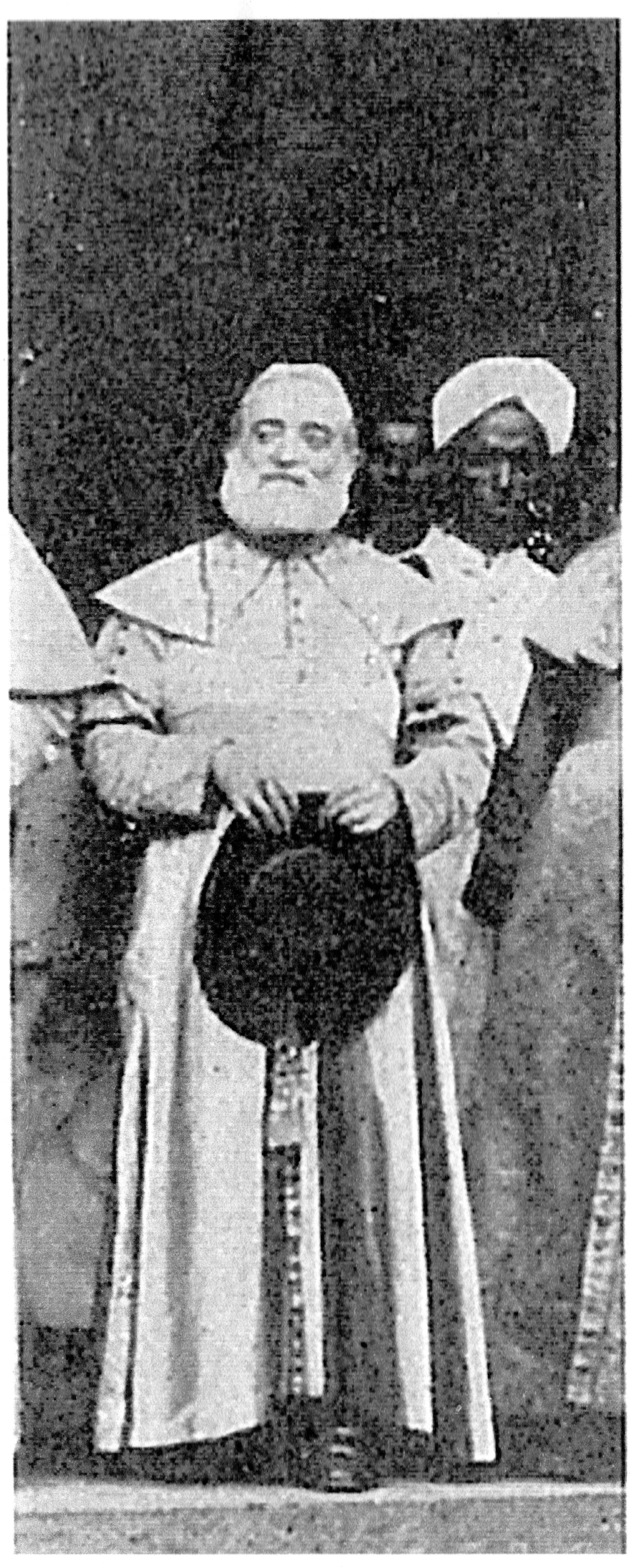
Jean-Marie Barthe.

Les abreuvoirs en pierre de Lourdes présents sur les principaux lieux de passage soulignent l'importance historique de l'élevage bovin dans la vie économique du village, ce dont témoigne aussi le blason de la commune.

## Personnalité originaire de Lézignan
- Jean-Marie Barthe (1849-1934), père Jésuite, évêque de Trichinopoly dans l'Inde tamoule, de 1890 à 1914, où il réalisa un épiscopat remarquable[48],[49]. Né dans la maison Marchan à Lézignan.

## Voir aussi

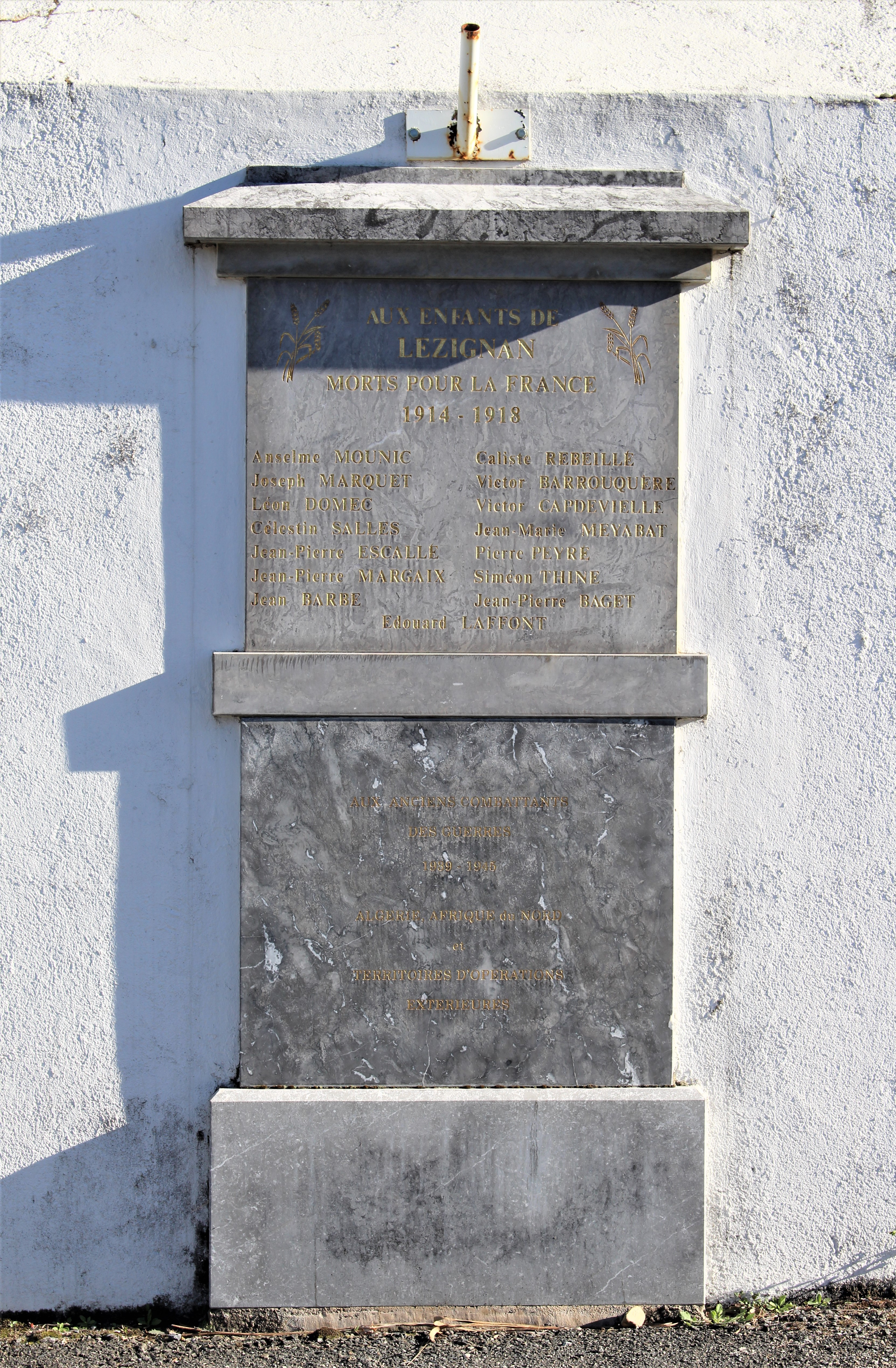
Le monument aux morts municipal.